# Ostrožská Nová Ves
Obec Ostrožská Nová Ves se rozprostírá v jihozápadní části okresu Uherského Hradiště a Zlínského kraje v rovinatém terénu nivy řeky Moravy v nadmořské výšce 182 m. Žije zde přibližně 3 400 obyvatel, hustota zalidnění celé obce tak činí asi 133 ob./km². Obec má dvě části, vlastní Ostrožskou Novou Ves a vesnici Chylice. Celková výměra obce je 2606 hektarů, samotná Ostrožská Nová Ves měla původně 1956 hektarů a Chylice 777 hektarů. Nejblíže obci, 3 km jihozápadně, leží Uherský Ostroh. Do Uherského Hradiště na severu a do Veselí nad Moravou na jihu je z obce přibližně stejná vzdálenost 8 km. Ostrožská Nová Ves se táhne v délce 3 km podél silnice I/55. V blízkosti obce se nachází těžební jezera, protéká jí potok Petříkovec, do něhož se vlévá Chylický potok přitékající z rybníka Gramance.
V obci se nachází mateřská a základní škola, pošta (PSČ 687 22), vlakové nádraží, veřejná knihovna a dům s pečovatelskou službou. V bezprostřední blízkosti se nachází přírodní rezervace Lázeňský mokřad a vyhledávané sirnaté lázně, kde se léčí pacienti s nemocemi pohybového ústrojí či s onemocněním kůže. Působí zde fotbalový klub FK Ostrožská Nová Ves, oddíl  rychlostní kanoistiky, stolního tenisu, gymnastiky nebo aerobikový klub Stonožka. Sportovci mohou využívat moderní multifunkční hřiště s atletickou dráhou. Aktivně působí také včelaři, šachisté a chovatelé holubů. V obci se nachází tenisové kurty, sportovní hala, fotbalové a golfové hřiště, pumptrack a moderní kemp Slovácký dvůr. V letních měsících je možné navštívit přírodní koupaliště nebo přilehlá jezera. V blízkosti vesnice se těží štěrkopísek. Vedoucí roli v kulturním životě obce mají pěvecké soubory Krasavci (mužský) a Denice (ženský), dechovou hudbu zastupuje skupina Novovešťanka. Obec je proslavená malováním kraslic tradiční novoveskou technikou.
Obcí prochází cyklostezka s informačními panely zaměřenými na včelařství, která navazuje na Vinařskou cyklostezku. Poutníci též mohou putovat po cyrilometodějské křížové cestě z Velehradu na Svatý Antonínek.
Ostrožská Nová Ves má statut lázeňského místa.

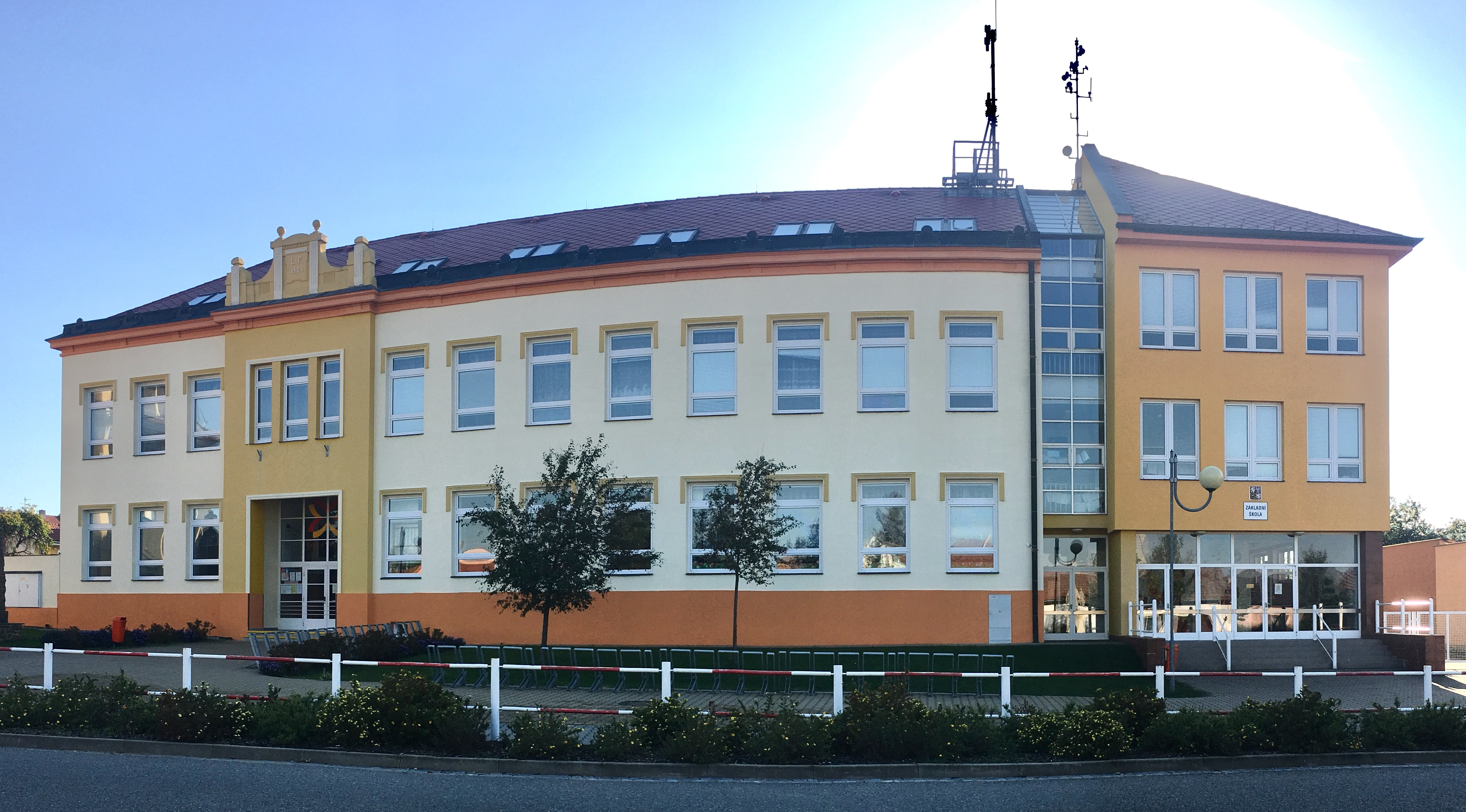
Základní škola

## Název
Původní jméno vsi (objevuje se v dokladech ze 13. a 14. století) bylo Langenzeil ("dlouhá řada") podle jejího protáhlého uličního tvaru. Později se jí začalo říkat Nová Ves. Ještě po vzniku Československa zněl úřední název Nová Ves u Ostrohu, k přejmenování na Ostrožskou Novou Ves došlo roku 1924. Název odkazuje na nejbližší město – Uherský Ostroh (dříve jen Ostroh). Stejný rozlišovací přívlastek nese i sousední obec Ostrožská Lhota.

## Historie
Osídlení okolí obce začalo nejspíše v období paleolitu – v lokalitě Padělky se nachází významné naleziště kamenných nástrojů, mamutích klů a kostí a také keramiky kultury volutové a malované. První zmínky o obci se datují k roku 1258, označována tehdy byla jako Dlouhá Ves. Jednalo se o rurální doplněk královského města Uherské Hradiště, roku 1315 byla dle záznamů podřízena uherskohradišťskému městskému právu. Přestože náležela ke kunovskému statku, oddělila se a vytvořila statek vlastní. Během husitských válek obec zpustla, po jejich konci bylo roku 1464 poprvé použito pojmenování Nová Ves. Roku 1550 přijala Alena Konická ze Švábenic svého manžela Zikmunda Helta z Kementu (tehdejší císařský rada a místokancléř království Českého, majitel mimo jiné zámku ve Velkém Meziříčí) za spolumajitele Nové Vsi a dalších vesnic. O čtyři roky později předal Zikmund statek Arklebovi z Kunovic, což znamenalo opětovné spojení s kunovským statkem. V roce 1592 bylo v Nové Vsi registrováno 99 osídlených domů.
Největší útrapy obec zažila při dvojnásobném vypálení, a to roku 1663 Turky během rakousko-turecké války a mezi lety 1704 a 1705 kuruky během uherského povstání. Podle olomoucké matriky obývalo obec ve druhé polovině 18. století 869 dospělých a 245 dětí, v roce 1843 už 733 mužů a 835 žen, celkem tedy 1568 osob. O deset let později při požáru vyhořela velká část obce. Vesnice si během 19. století také prošla třemi epidemiemi cholery.
V roce 1820 byla vybudována silnice z Uherského Hradiště do Uherského Ostrohu, v roce 1887 projel obcí první vlak. V Ostrožské Nové Vsi byla tradiční mlékárenská výroba, za první republiky patřila k největším v kraji. Za prací do Ameriky odjelo na začátku 20. století celkem 212 obyvatel. Definitivní podobu dostala obec sloučením Ostrožské Nové Vsi a Chylic 1. srpna 1949.

### Fara
Samostatná fara v Ostrožské Nové Vsi vznikla v období 1492–1497. Před tou dobou byla vesnice přifařena ke Kunovicím. V 16. století se stala nakrátko protestantskou, jelikož zdejší farář Pavel Kyrmezer byl luterán. V obci bydleli také habáni, po bitvě na Bílé hoře ovšem v roce 1621 vypálila jejich domy císařská vojska. Za třicetileté války fara v obci zanikla a obec byla přifařena k Uherskému Ostrohu. Od roku 1751 sem byl vyslán ostrožský lokátor, o 23 let později zřízena kuracie a v roce 1855 vznikla jejím povýšením v obci opět autonomní farnost. Přifařeny byly i Chylice.

### Škola
Od roku 1772 je v obci podle novoveské kroniky žákům poskytováno vzdělání, nicméně podle některých záznamů byla v obci škola při faře už v 15. století, jež byla zavřena po vypuknutí Třicetileté války. Nadaní žáci mohli cestovat za vzděláním do Uherského Ostrohu. Snaha o obnovení školy přichází se založením lokálního kaplanství v roce 1751. Triviální školu nahradila chlapecká a dívčí obecná škola.
Stará budova školy (umístěna byla naproti dnešní školy) byla postavena roku 1854. V roce 1908 byla postavena nová budova, do které se přemístila výuka chlapců a dnes slouží pro druhý stupeň tříd novoveských žáků. Smíšená měšťanská škola byla zřízena roku 1922 společně s možností pokračovat na živnostenskou školu v obci, jež byla však po deseti letech zrušena. Ve školním roce 1932/1933 tak školu navštěvovalo 518 dětí a vyučovalo 16 pedagogů. Škola sloužila i obyvatelům Chylic a Ostrožské Lhoty. V roce 2003 byla otevřena přístavba novější budovy školy pro 1. stupeň, o rok později došlo k demolici bývalé budovy 2. stupně. Základní školu v současnosti navštěvuje kolem 300 dětí.

#### Ředitelé novoveské školy od roku 1922
- Karel Krčma
- Josef Sobol
- Jan Hruška
- Jindřich Balcar
- Josef Balcárek
- Milan Jelínek
- Lubomír Oujezdský
- Mgr. Svatopluk Hofmann
- Mgr. Miroslava Vajdíková
- Mgr. Alena Horáková (od roku 2008 dodnes)

V roce 1978 byla ve středu obce v rámci akce Z vybudována mateřská škola pro 120 dětí (v akci vybudováno také koupaliště, autokemp, kino pro 250 diváků, vodovodní a kanalizační síť a nové veřejné osvětlení).

## Rozloha obce
| Celková výměra pozemku | 2606 ha |
| ---------------------- | ------- |
| Zemědělská půda        | 1515    |
| Orná půda              | 1343    |
| Lesní půda             | 477     |
| Vodní plochy           | 359     |
| Trvalé travní porosty  | 100     |
| Zahrady                | 64      |
| Zastavěné plochy       | 54      |
| Vinice                 | 7       |
| Ovocné sady            | 2       |
| Ostatní plochy         | 199     |

### Jezera
Počátky těžby na území obce sahají do roku 1954, kdy byl založen národní podnik Těžba štěrkopísku. Získaný stavební materiál našel využití zejména při budování průmyslové infrastruktury na Ostravsku. Rozlehlé louky nakonec za desetiletí těžby nahradila soustava štěrkových jezer o rozloze 355 ha a maximální hloubce 15 m. Nejmenší z nich, tzv. Kunovskou tabuli, hojně využívají kanoisté a rybáři, na protějším břehu se nachází vyhledávaná nudapláž. Další z jezer slouží jako zásobárna vody pro široké okolí. Pro čistou vodu vhodnou ke koupání a krásnou přírodu v okolí je tato lokalita přezdívána také jako Slovácké moře.
Evidovaný dobývací prostor o rozloze 5,17 km2 byl vyhlášen v roce 1964, svou rozlohou i datem založení zastává první místo mezi ostatními dobývacími prostory ve Zlínském kraji , ve 20. letech 21. století se však očekává jeho zrušení. Z geologického hlediska lze za zajímavé označit nálezy révaitů v celé těžební lokalitě. Vzácné sloučeniny křemíku byly poprvé popsány právě po jejich nalezení mezi vytěženými sedimenty v obci.

## Přírodní poměry

### Povrch
Nejvyšším bodem katastrálního území obce je vrch Koruny s nadmořskou výškou 274 metrů, nejníže, ve výšce 172 m n. m., je položena oblast někdejších těžebních jezer. Obec leží na rozmezí dvou geomorfologických provincií – severozápadní část obce tvoří Západopanonská pánev v celku Dolnomoravský úval, zatímco výše položené oblasti na jihovýchodě leží v Západních Karpatech, jejíž součástí je Vizovická vrchovina. Svým relativním převýšením severozápadní část obce řadí mezi nížiny, jihovýchodní pak mezi pahorkatiny.
|              | SZ obce              | JV obce                                 |
| ------------ | -------------------- | --------------------------------------- |
| Provincie    | Západopanonská pánev | Západní Karpaty                         |
| Subprovincie | Vídeňská pánev       | Vnější západní Karpaty                  |
| Oblast       | Jihomoravská pánev   | Slovensko-moravské Karpaty              |
| Celek        | Dolnomoravský úval   | Vizovická vrchovina                     |
| Podcelek     | Dyjsko-moravská niva | Hlucká pahorkatina                      |
| Okrsek       | Moravská niva        | Vlčnovská pahorkatina Vnorovská plošina |

### Geologický vývoj
Vývoj obou území je typický pro provincii Západních Karpat. Povrch celého území byl v průběhu prvohor a velké části druhohor tvarován podobně jako území Českého masivu, horniny vyvrásněné v prvohorách se tak postupně vlivem eroze snižovaly. Výrazné změny geologického vývoje oblasti přineslo až alpinské vrásnění, které probíhalo mezi svrchní křídou a miocénem na přelomu druhohor a třetihor. Písek, štěrk a jíl, které tvořily dno druhohorního moře, se díky tektonickým tlakům zpevňují a začínají tvořit pro Vnější západní Karpaty typická flyšová pásma, tedy nepravidelně uspořádané vrstvy pískovce, slepence a jílovce. V případě vyvýšenin se poté jedná o příkrovy, které byly přemístěny vlivem několika etap vrásnění. Díky exogenním přírodním procesům se povrch z geomorfologického hlediska mění dodnes.

### Půdní typy
V západní části obce se nachází okraj nivy řeky Moravy, kde převažují fluvizemě . Naopak ve východní části obce převažují hnědozemě a černozemě, převážně v okolí vodních toků pak také nejúrodnější černice . Důkaz rozmanitosti půdních typů na území obce představuje úzký pás kambizemě, který se nachází na přechodu mezi Dolnomoravským úvalem a Vizovickou vrchovinou. Podle katalogu bonitovaných půdně ekologických jednotek se na většině území obce nachází průměrně až nadprůměrně úrodná půda. Půdotvorným substrátem jsou spraše. Zejména ve členité západní části obce půdu ohrožuje vodní eroze.

### Biota
Vegetační pokryv obce lze označit za pestrý. Východ obce tvoří lužní lesy s převahou dubů, habrů a jasanů, nachází se zde však také borovicový les plantážního typu. Lesní porost na menší ploše se nachází ještě v okolí vypuštěného rybníka Gramance a místní části Novoveské lázně. V lužních lesích se hojně vyskytuje spárkatá zvěř. Intravilán zahrnuje také užitkové zahrady. Zastavené území plynule přechází k zemědělsky využívaným polím.

### Zdroje pitné vody
Do obecního vodovodního řadu putuje pitná voda přímo ze zdrojů, které se nachází na jejím katastrálním území. Zdejší zdroje vody hrají důležitou roli v zásobování celého Slovácka. V blízkém okolí obce byla v roce 1976 vybudována úpravna vody s maximálním výkonem 240 l/s, v současné době je její maximální kapacita využita asi z poloviny. Místní obyvatelé navíc čerpají kvalitní vodu také z vlastních studen, přesná evidence však neexistuje.
Pitná voda se v současnosti jímá z vodárenské nádrže, která původně vznikla vytěžením úložišť štěrku, a ze soustavy devíti studen v oblasti Kunovského lesa a z vrtu HVN9. Hloubka studen se pohybuje v rozmezí 5 až 10 m, vrt je hluboký 133 metrů. Do úpravny vod putuje kapalina díky dvěma čerpacím stanicím s názvy Les a Jezero.
Úpravna je v majetku akciové společnosti Slovácké vodárny a kanalizace. Pitná voda z obou zdrojů zásobuje velkou část Uherskohradišťska, vodárenská nádrž patří mezi pět největších zdrojů pitné vody v celém Česku. Kvalitu vodě dodávají příměsi podzemní vody obsahující více železa a manganu. Technické potíže domácích spotřebičů však může způsobovat vyšší obsah vápenatých kationtů.

## Obyvatelstvo

### Demografické složení
Počet obyvatel obce od začátku devadesátých let mírně klesá, zejména centrální část obce postupně vymírá. Naopak v Chylicích se i přes katastrofální následky povodní v roce 1997 lidé nově usazují. V obci mírně převažují ženy nad muži, lidé v produktivním věku představují přibližně 66 % obyvatel.

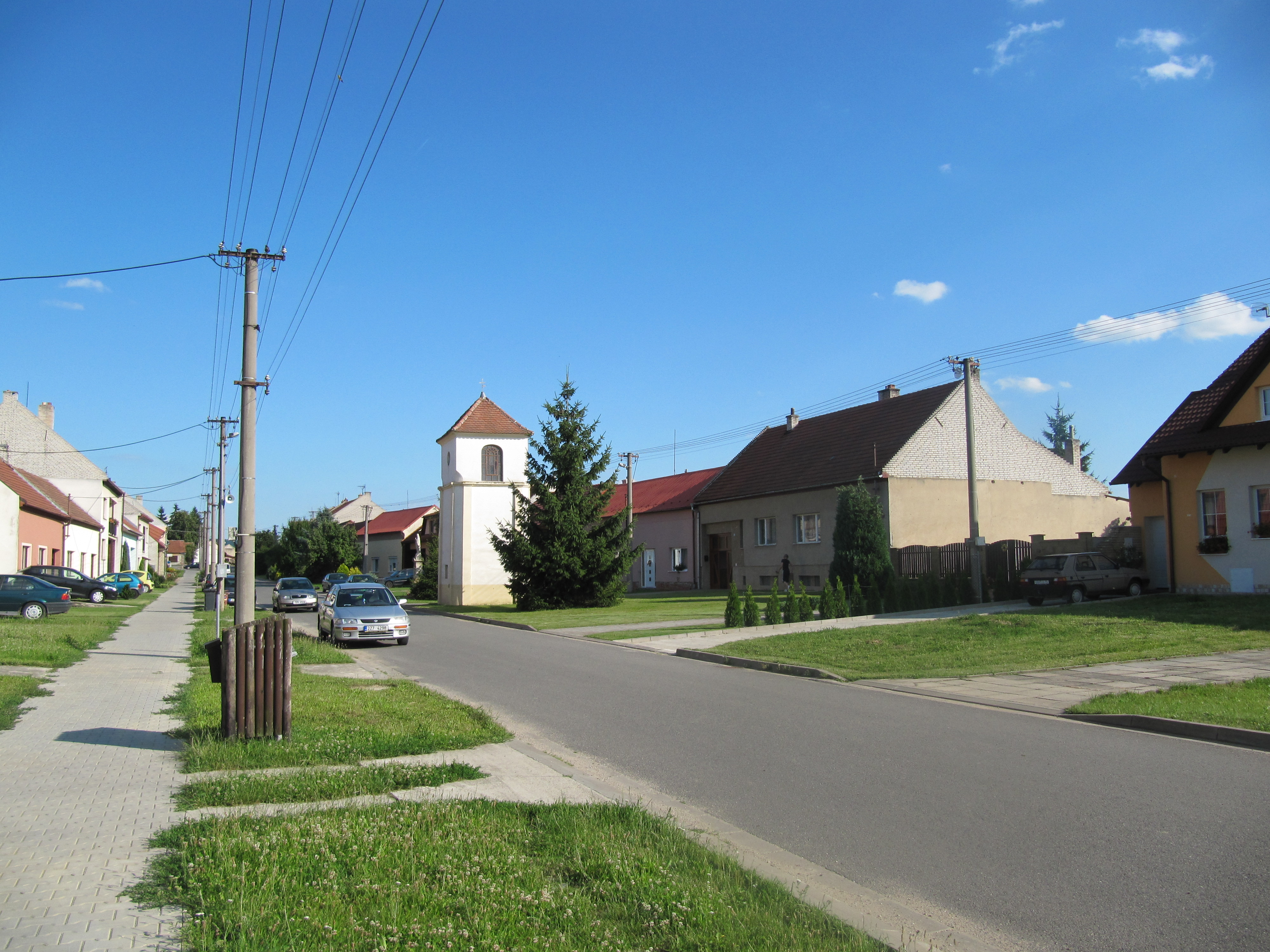
Místní část Chylice

|      | Celkem | Muži | Ženy |
| ---- | ------ | ---- | ---- |
| 2010 | 3371   | 1646 | 1725 |
| 2011 | 3386   | 1664 | 1722 |
| 2012 | 3404   | 1675 | 1729 |
| 2013 | 3391   | 1666 | 1725 |
| 2014 | 3391   | 1661 | 1730 |
| 2015 | 3393   | 1661 | 1732 |
| 2016 | 3412   | 1684 | 1728 |
| 2017 | 3413   | 1689 | 1724 |
| 2018 | 3455   | 1702 | 1753 |
| 2019 | 3455   | 1702 | 1753 |

| Věková kategorie   | 0-14 | 15-59 | 60-64 | 65+  |
| ------------------ | ---- | ----- | ----- | ---- |
| Poměrné zastoupení | 15 % | 60 %  | 6 %   | 19 % |

| Pohlaví            | Muži | Ženy |
| ------------------ | ---- | ---- |
| Poměrné zastoupení | 49 % | 51 % |

## Spolky obce

### Sbor dobrovolných hasičů
SDH je nejstarším zájmovým spolkem obce. V Ostrožské Nové Vsi byl založen roku 1888 starostou Tomášem Bočkem, který se stal zároveň jeho prvním předsedou. Hlavním náčelníkem se stal hostinský Matěj Kusák a jednatelem učitel Pavel Vágner. Chylický sbor se založení dočkal až roku 1927 – prvním předsedou se stal Jakub Červenák a náčelníkem Jan Hanáček. Oddíly se ihned po založení ujmuly vůdčí role v kulturním životě obce a výnosy ze zábav sloužily k pokrytí nákladů za hasičskou techniku. Po útlumu kulturní činnosti během druhé světové války přichází rozkvět novoveského spolku – oddíl získává první automobil k dopravě stříkačky, roku 1948 přijímá za členky první ženy. Sloučení obce s Chylicemi roku 1949 neznamenalo automatické sloučení obou spolků, kromě období 1951–1953 působí oba spolky samostatně. Definitivní sloučení přišlo až roku 1975. Oddíl našel útočiště na zbrojnici v Chylicích a čítal více než 100 členů z řad dospělých i mládeže. Největší obětavost prokázal spolek během povodní roku 1997, kdy se ujmul humanitárních prací v obci. Každoročně pořádají hasiči svůj ples za velké účasti z řad občanů.

### Orel
Ve dvacátých letech minulého století vznikly v obci hned dva tělovýchovné spolky. Sokol se začíná angažovat v roce 1923, dnes v obci však již nepůsobí. Na činnost o tři roky staršího Orla navazuje novoveská jednota opět od roku 1990. Spolek čítá na 70 členů a dlouhodobě se potýká s jejich úbytkem. Orel v obci provozuje také posilovnu. Starostkou místní jednoty je Adéla Botková.

#### Klub stolního tenisu
Ve sportovních odvětvích reprezentuje Orel jen oddíl stolního tenisu. Klub vznikl na popud prvního předsedy oddílu Antonína Vlka v 60. letech minulého století ještě jako samostatná sportovní organizace. Dlouholetého předsedu vystřídal ve své funkci v roce 2014 Ivo Mikoška, za jehož éry se v obci pravidelně začal konat novoroční turnaj O Pohár starosty obce určený jak pro výkonnostní, tak pro amatérské hráče. Od roku 2015 se oddíl ujímá také pořadatelství ústředního orelského turnaje jednotlivců ve stolním tenisu.
Novoveská družstva patří mezi pravidelné účastníky orelských turnajů a nejvyšší krajské soutěže. V soutěžích nastupuje přes třicet hráčů, tréninků se účastní také řada mladých talentů. Klub od jeho vzniku odchoval řadu úspěšných sportovců. Za zmínku stojí především krátká účast stolních tenistek v ligových soutěžích a reprezentace Antonína Vlka na veteránských turnajích po celém světě.

### Fotbalový klub
Fotbalový oddíl v Ostrožské Nové Vsi byl založen roku 1932 iniciativou pana Františka Šálka. Muži hrají nejvyšší soutěž okresu Uherské Hradiště, v mladších kategoriích klub zastupují téměř všechny věkové kategorie od mladší přípravky až po dorost. V klubu začínali mj. bývalí prvoligoví hráči Josef Jelének a Antonín Jurásek. Odchovanci klubu jsou i bratři Michal a Lukáš Sadílkovi, kteří působí v profesionálním fotbale. Po přestupu do Slovácka se Lukáš stal platným členem prvoligového kádru, jeho mladší bratr Michal byl i díky angažmá v nizozemském PSV Eindhoven vyhlášen nejlepším českým dorostencem za rok 2016. Dlouholetým předsedou fotbalového klubu je Marek Tvrdoň.

### Oddíl kanoistiky
Od roku 1957 funguje v obci úspěšný oddíl rychlostní kanoistiky, který vychoval řadu českých a československých reprezentantů. Každoročně se ujímá pořadatelství několika tradičních akcí včetně Mezinárodního mistrovství Moravy v rychlostní kanoistice Slovácká 500, mistrovství Moravy dračích lodí a závodu Novoveský přespolák pro profesionální i amatérské běžce.

### Včelařská organizace
Včelařský spolek v Ostrožské Nové Vsi a okolí byl založen roku 1925 s členskou základnou sedmnácti včelařů z Nové Vsi a Chylic se 115 včelstvy. Hned z počátku činnosti byli včelaři velmi aktivní, ať už při vysazování alejí stromů (pěšinka u lázní). Prvním jednatelem spolku byl pan Martin Červenák. Už v roce 1932 měl spolek tedy 27 členů, v roce 1936 do něj přistoupilo i 18 chovatelů včel z Ostrožské Lhoty. Po druhé světové válce a následné kolektivizaci se činnost utlumila, dnes ovšem spolek jakožto základní organizace Českého svazu včelařů opět úspěšně funguje. Mezi další úspěšné jednatele spolku patřili František Boček a František Nešpor (autor myšlenky včelařské stezky a knihy Včelí království pro děti). Dodnes sdružuje novoveská organizace včelaře z Ostrožské Nové Vsi, Chylic i Ostrožské Lhoty. Počet jejich členů se pohybuje kolem třiceti sedmi.

### Chovatelé poštovních holubů
Základní organizace chovatelů vznikla v obci roku 1938 z podnětu místního faráře Mořice Lusky, který se sám stal místopředsedou spolku. Novoveští chovatelé zdárně reprezentovali svou obec na závodech poštovních holubů, nejúspěšnějšími členy v historii spolku jsou Ludvík Vítek a Zdeněk Bilík, kterým se podařilo ovládnout celkové pořadí oblastního spolku okresu Uherské Hradiště, za zmínku stojí také vítězství Antonína Kauce v seriálu Mistrovství Moravy dlouhých tratí. Holub z jeho chovu se účastnil také Olympiády poštovních holubů, kde reprezentoval Českou republiku. Přestože má holubářství v obci velkou tradici a spolek má v obci své zázemí, počet členů postupně upadal a obecní organizace byla na konci roku 2015 definitivně zrušena. Posledním předsedou spolku byl Antonín Jurásek.

## Doprava
Obcí prochází železniční trať Brno – Kyjov – Veselí nad Moravou – Trenčianska Teplá, na které leží železniční stanice Ostrožská Nová Ves a železniční zastávka Ostrožská Nová Ves lázně. Obcí rovněž prochází silnice I/55.
Do katastrálního území obce zasahuje areál letiště Kunovice.

## Hospodářství

### Průmysl
V obci byla v padesátých letech 20. století vybudována štěrkovna. Štěrk se přepravoval v remorkérech, které mohly plout po vodních plochách vzniklých v důsledku těžby. Těžba byla zajišťována společností Dobet, postupně však upadala až v roce 2016 skončila úplně.
Nejvýznamnější firmou v obci je Kovovýroba Hoffman, zabývající se strojírenstvím, zejména výrobou automobilových dílů a lisovacích nástrojů. V roce 2019, kdy ve společnosti pracovalo asi 285 zaměstnanců, ji koupila německá společnost EBZ.

### Služby
Obec využívá svého potenciálu v oblasti cestovního ruchu (lázně, cyklostezka, jezera, golfové hřiště), turisté tedy v obci mohou využít služeb pohostinství, restaurací nebo hotelu. Obyvatelům je k dispozici trojice zubních lékařů a také trojice praktických lékařů (z toho jedna dětská). V obci působí též lékárna. V roce 2018 došlo k otevření komplexu obecního úřadu, kde našla místo také knihovna a pošta. Renovovaný multifunkční sál zase využijí členové místního ochotnického divadelního spolku BLIC.

#### Knihovna
První organizace sdružující čtenáře na území obce nesla název „Čtenářský spolek“. Založena byla roku 1878 a sídlila v bývalém kulturním domě v Chylicích. V tehdejší Nové Vsi bylo podobné sdružení založeno až o sedm let později a své útočiště nalezli čtenáři v hostinci pana Matěje Kusáka v místní části Kopanice (budova dnešního obchodu). Po sloučení obcí v roce 1949 sloužila všem obyvatelům knihovna na kulturním domě v Chylicích, v průběhu let sídlila instituce v dnes již nestojícím domě bývalé mateřské školy vedle fary a v budově bývalé jídelny v areálu nynější mateřské školy. Od roku 2018 našla knihovna své útočiště v nově vybudovaných části komplexu obecního úřadu a díky větším prostorám nového sídla se stala jedním z center kulturního života v obci.
V začátcích čítal knihovní fond 2500 knih, dnes mají čtenáři možnost vypůjčit si knihu z nabídky více než 12 500 titulů. Služby knihovny využívá dlouhodobě téměř 500 registrovaných čtenářů. Pozici knihovnice v obci zastává Hana Uherková.

## Lázně

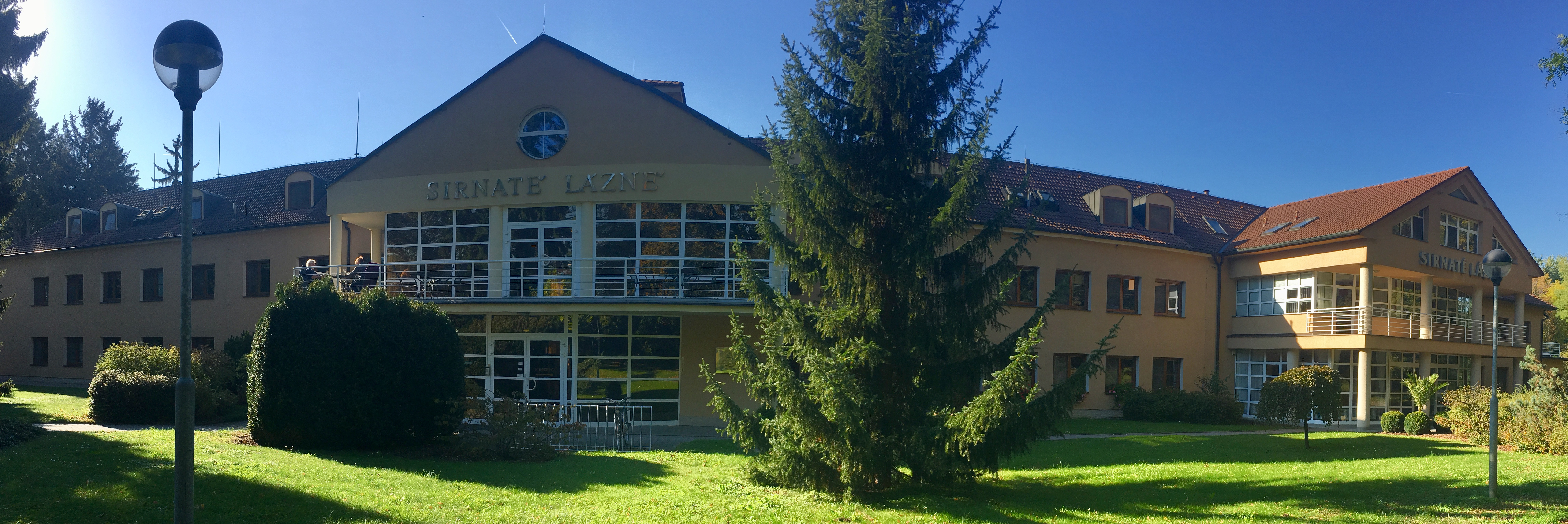
Sirnaté lázně

Lázeňství se v Ostrožské Nové Vsi rozvíjí od roku 1903, kdy byly prokázány blahodárné účinky sirnaté vody. Slavnostní otevření proběhlo 29. června téhož roku. Lázně využívají dva minerální prameny bohaté na sírany, kyselinu křemičitou, vápník, sodík, hořčík, draslík a železo. Rozvoj lázní do dnešní podobny nastal po sametové revoluci, kdy byly přebudovány na balneolázně a byla vystavěna kolonáda. Vyvěrá jako chladný pramen s rozpuštěným sirovodíkem. Mineralizovaná voda je určena zejména ke koupelím, které působí protibolestivě a protizánětlivě. Lázně navštěvují především lidé postižení onemocněními kůže (jako lupénka, atopický ekzém, akné apod.). Dalšími chorobami, při kterých návštěva lázní pomáhá, jsou nemoci pohybového aparátu, především artritida a artróza.

## Tradice

### Malování kraslic
Obec je proslulá osobitým stylem malování místních kraslic. O umění novoveských maléreček byly v průběhu uplynulého století publikovány desítky článků, ať už samostatně nebo v odborné literatuře. Jeden z článků o krasličářské tradici v Ostrožské Nové Vsi podrobně zpracovala v roce 1996 PhDr. Romana Habartová, odborná pracovnice Slováckého muzea v Uherském Hradišti. Veškeré publikace řadí obec svou krasličářskou dovedností a specifičností k nejdůležitějšímu a zároveň nejstaršímu centru malování kraslic na Slovácku. Přestože se dříve malování vajíček věnovala velká spousta místních žen, měla každá malérečka svůj osobitý styl a „rukopis“. K „pracovnímu náčiní“ malérečky patřila stužka – dřívko s dutou trubičkou na kreslení - a dřevěný stojánek s kovovou lžící na plátky včelího vosku, zahřívaného vespod parafinovou svíčkou. Mezi nejrozšířenější i nejvzácnější typy kraslic se řadí kraslice tzv. „zelové“, vynikající jemnými geometrickými, mozaikovitými vzory. V konečné fázi malování se tato vajíčka ponoří do vody z kysaného zelí (odtud název „zelové“) nebo do vody od okurek. Místa nekrytá voskem jsou kyselostí vyleptána do bíla. I další dva typy kraslic „halúzkové“ a „kostelové“ zaujaly svou dokonalostí a získaly obrovský obdiv. Názvy jsou odvozeny od motivů, které znázorňují.
Každoročně se zde koná tříkrálová sbírka.

## Památky
- Kostel sv. Václava pozdně barokní jednolodní podélná stavba z let 1770–1771; postavil ji Karel Wister na místě pozdně gotického chrámu téhož zasvěcení, který byl jakožto ruina roku 1770 zbořen. V první polovině 20. století byla na jz straně  přistavěna kaple a věž zvýšena o hodinové polopatro. Obraz sv. Václava na hlavním oltáři namaloval  František Přeček z Kroměříže roku 1893. Ve věži visí dva zvonyː Svatý Václav a Svatá Ludmila, oba odlili Gabriel Knoss a Rudolf Manoušek mladší roku 1970. [33]
- Památník obětem 2. světové války (1946) ve Lhotské ulici, s bustou T.G. Masaryka, podle Vincence Makovského ji vytesali Jaroslav Foltýn a Jan Habarta.
- Pomník obětem První světové války od Františka Bílka
- Pomník obětem Druhé světové války s bustou T. G. Masaryka z roku1946, podle Vincence Makovského ji vytesali Jaroslav Foltýn a Jan Habarta.
- Zvonice – replika ve tvaru kříže z roku 2008, uprostřed ulice zvané Dědina; původní kaple z roku 1827 s věží a barokním zvonem od Zikmunda Kerckera z roku 1723 byla zbořena roku 2007[34], údajně při autonehodě
- Pomník Julia Fučíka
- Archeologické naleziště Ostrožská Nová Ves – Padělky (naleziště kamenných nástrojů, klů a kostí z doby paleolitu a eneolitu) - expozice Moravského zemského muzea v Brně
- Zvonice v Chylicích

## Významní rodáci
- Alžběta Bartysová (1825–1908)– vynalezla techniku zelového malování kraslic, předvedla ji na Národopisné výstavě v Praze roku 1895[35]
- František Botek (6. května 1864, Ostrožská Nová Ves – 23. července 1918, Vídeň), kněz, dlouholetý sekretář olomouckého arcibiskupa, zakladatel lázní poblíž obce
- František Skalík (1867–1904), básník, překladatel, kněz, spoluzakladatel Katolické moderny
- Ing. Jaroslav Balaštík (1925–2014), potravinářský technolog, autor knih o konzervování a zavařování. Jeho vnuk je Jaroslav Balaštík (* 1979), český hokejista
- Jan Húsek (1884–1973), etnograf a dialektolog
- Zdeněk Botek (* 1951), ředitel Gymnázia Uherské Hradiště a bývalý předseda České asociace stolního tenisu
- Anna Cónová (* 1954), česká herečka
- Luděk Galuška (* 1960), český archeolog, byzantolog a publicista
- Petr Hruška (* 1971), olympionik, finalista OH v Barceloně 1992 a účastník OH v Atlantě 1996 na deblkajaku

## Galerie

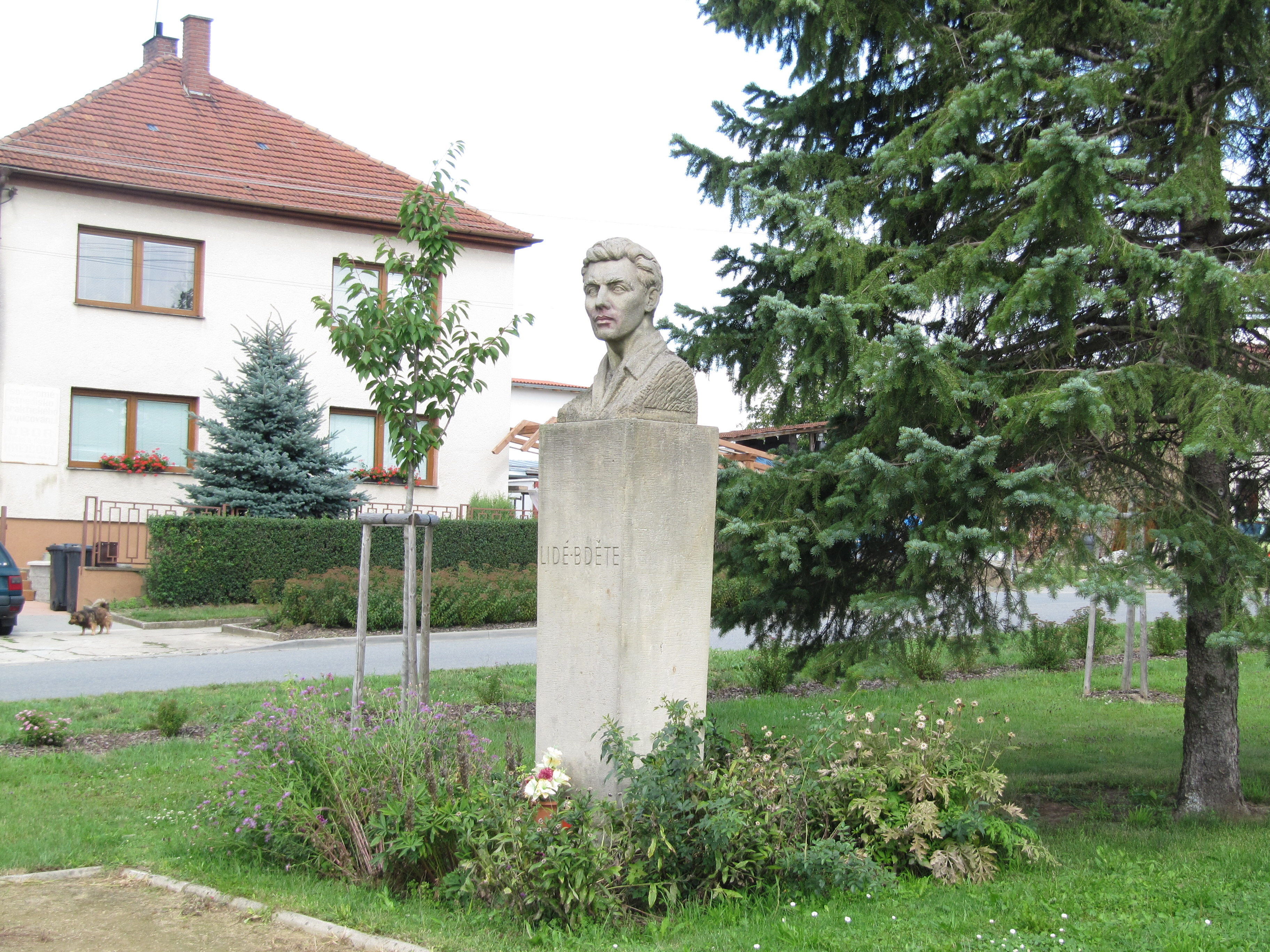
Pomník Julia Fučíka
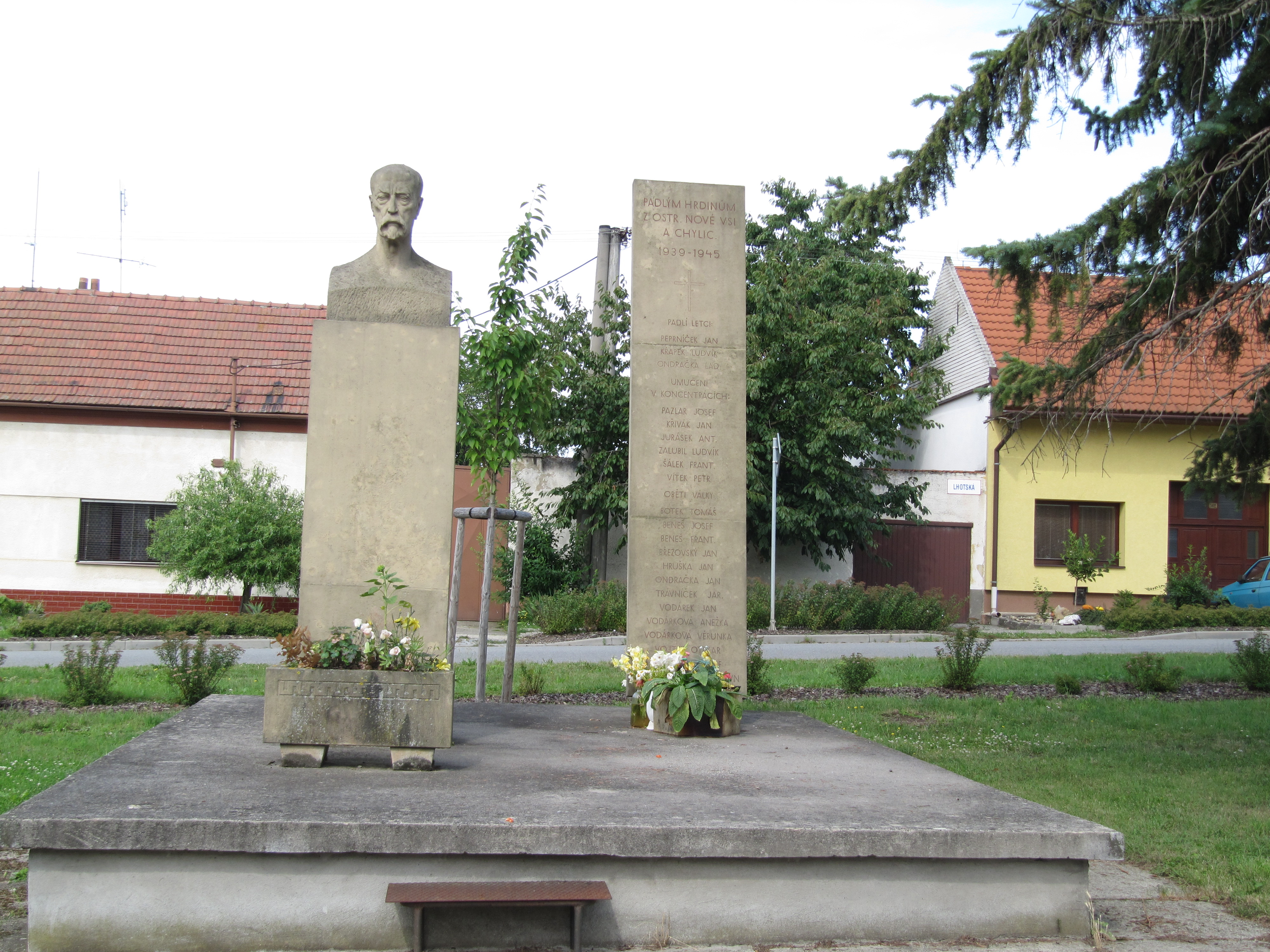
Pomník obětem druhé světové války
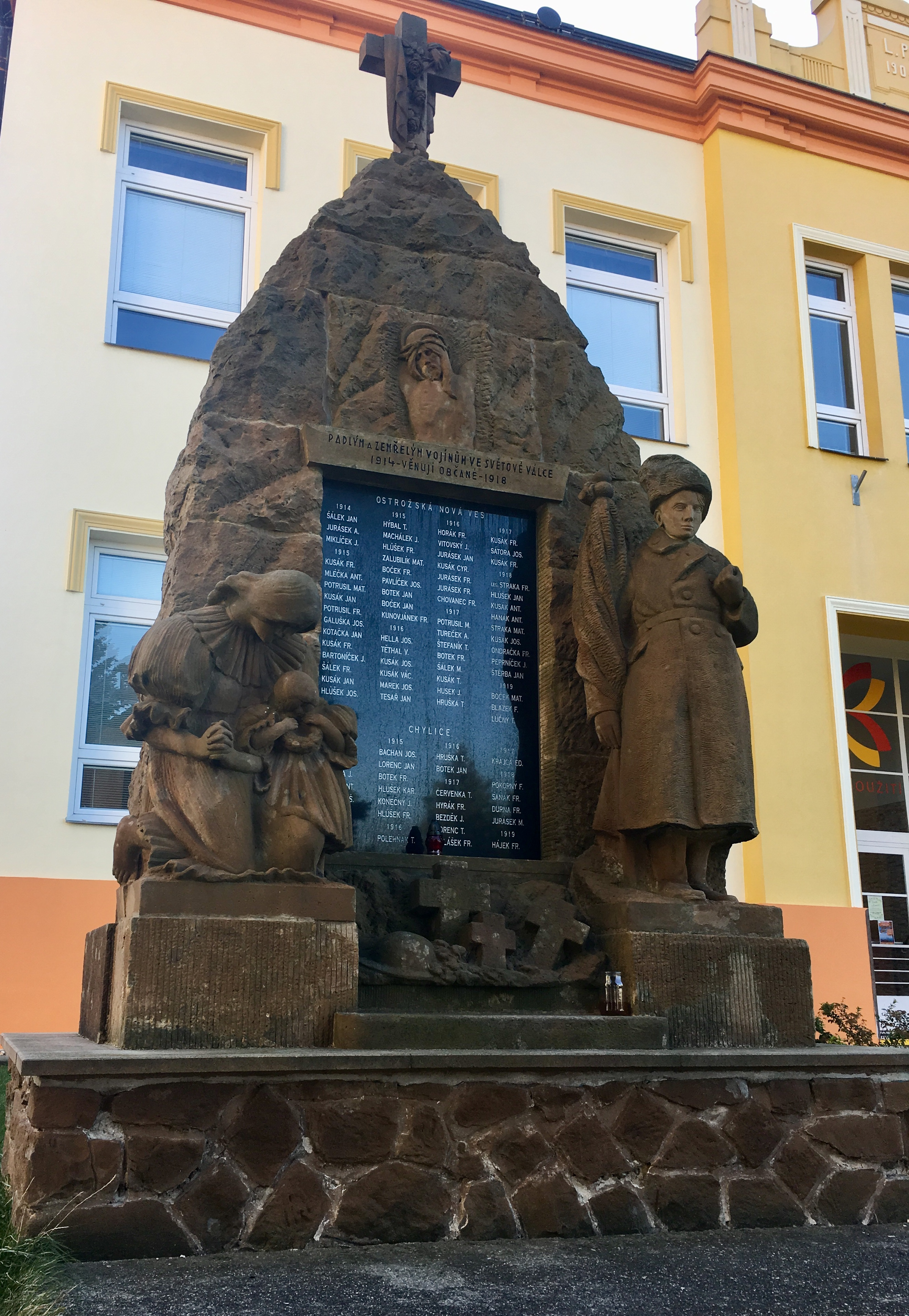
Pomník obětem první světové války
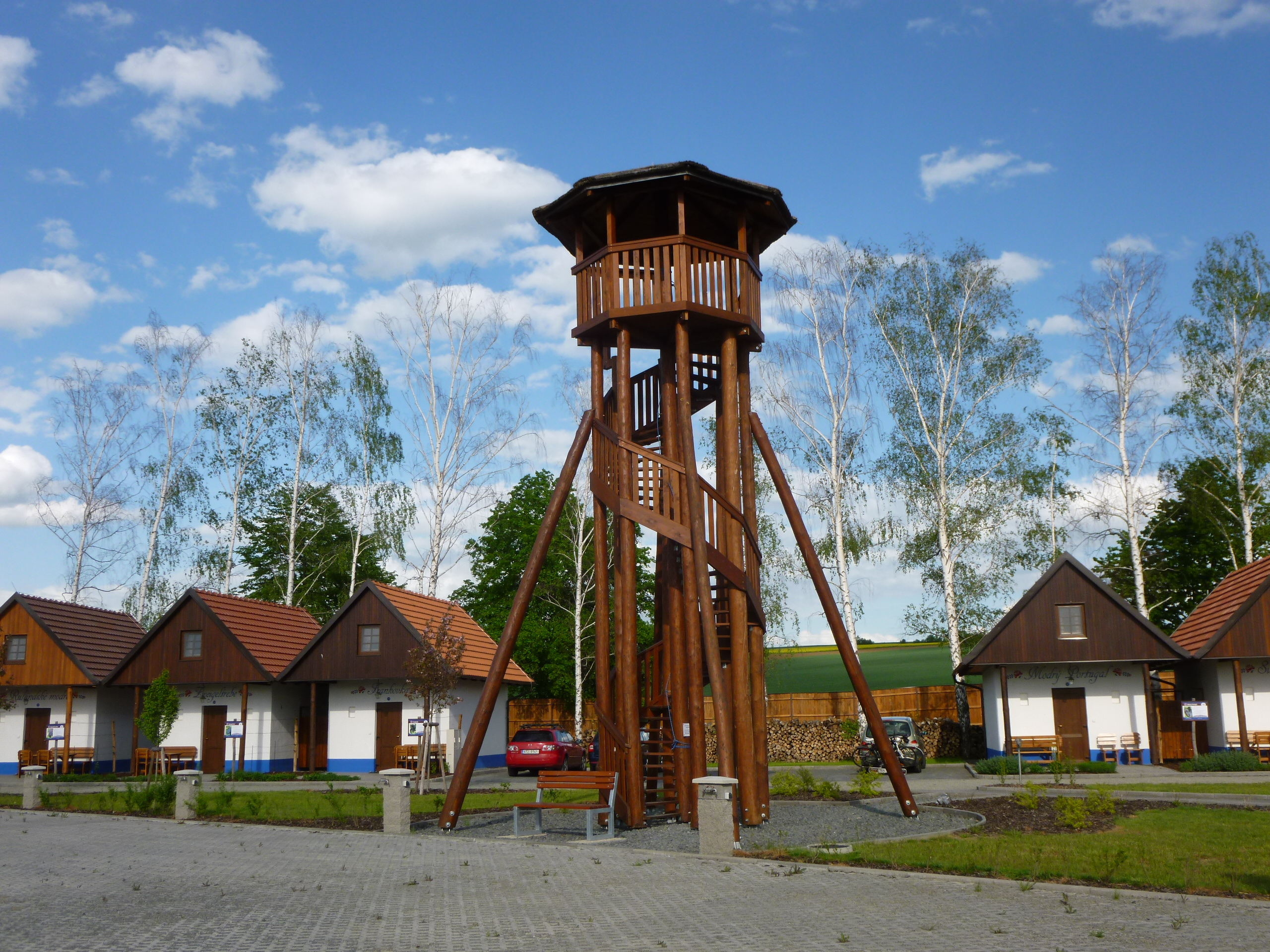
Rozhledna na Slováckém dvoře
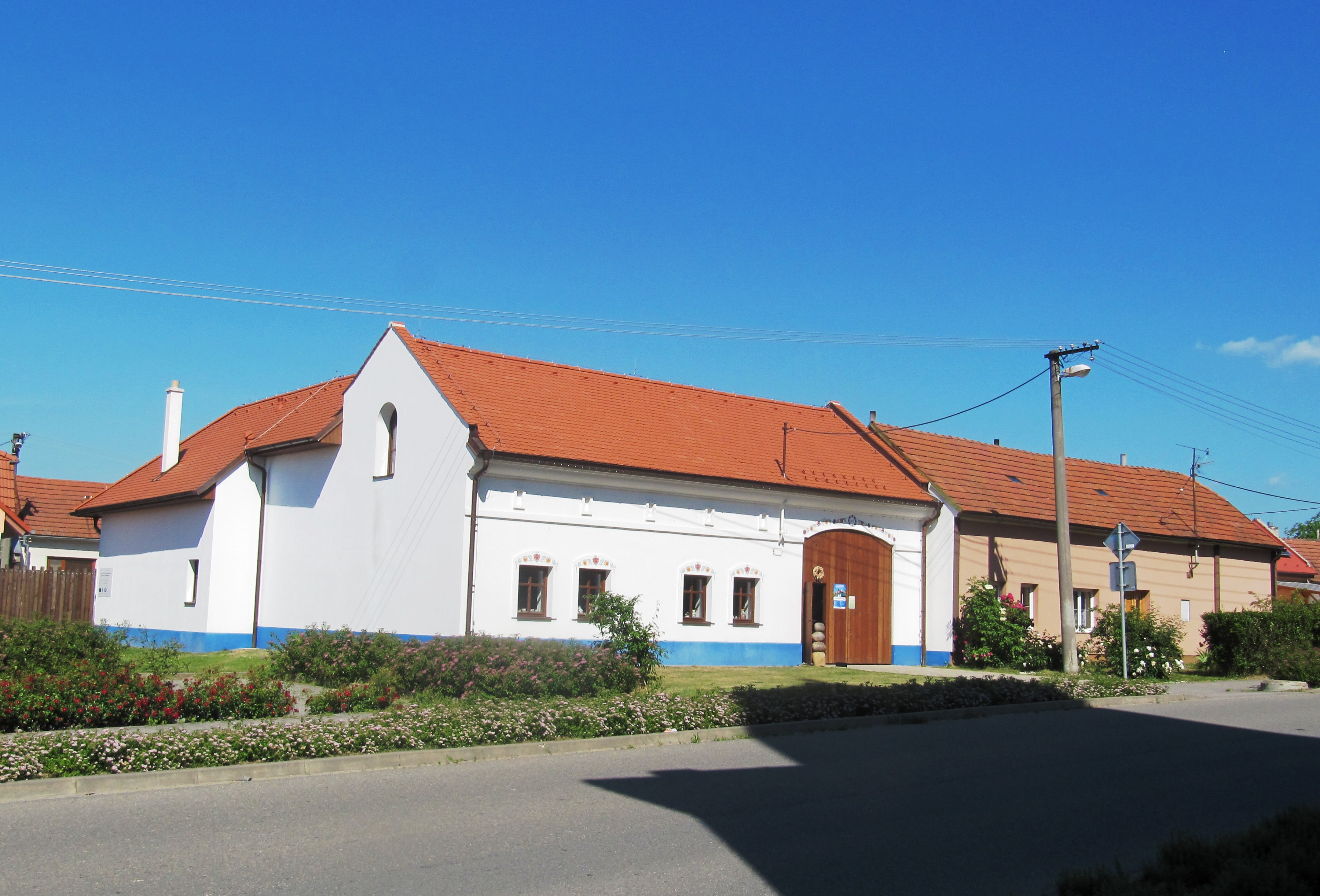
Tradiční slovácký dům
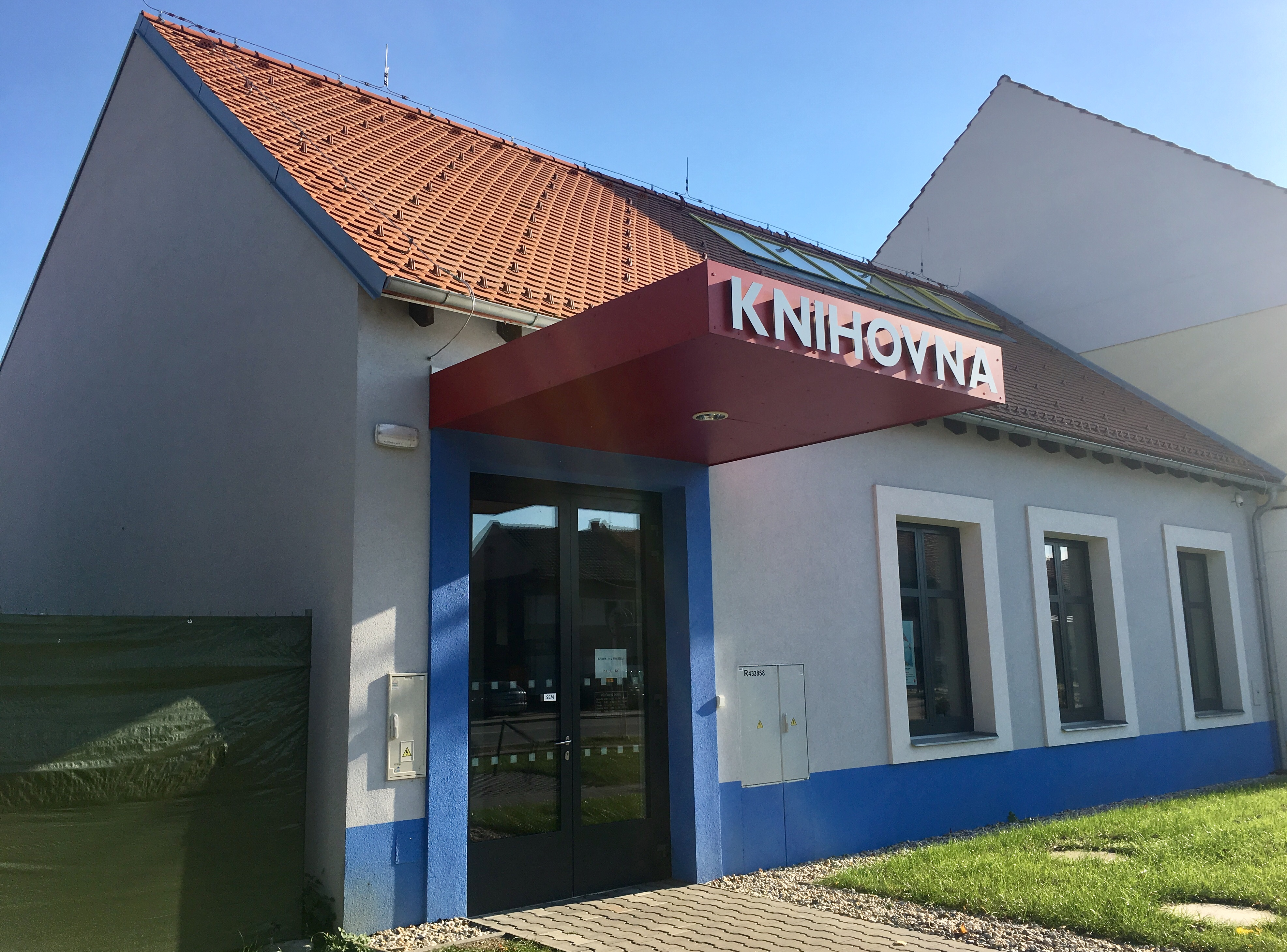
Místní knihovna
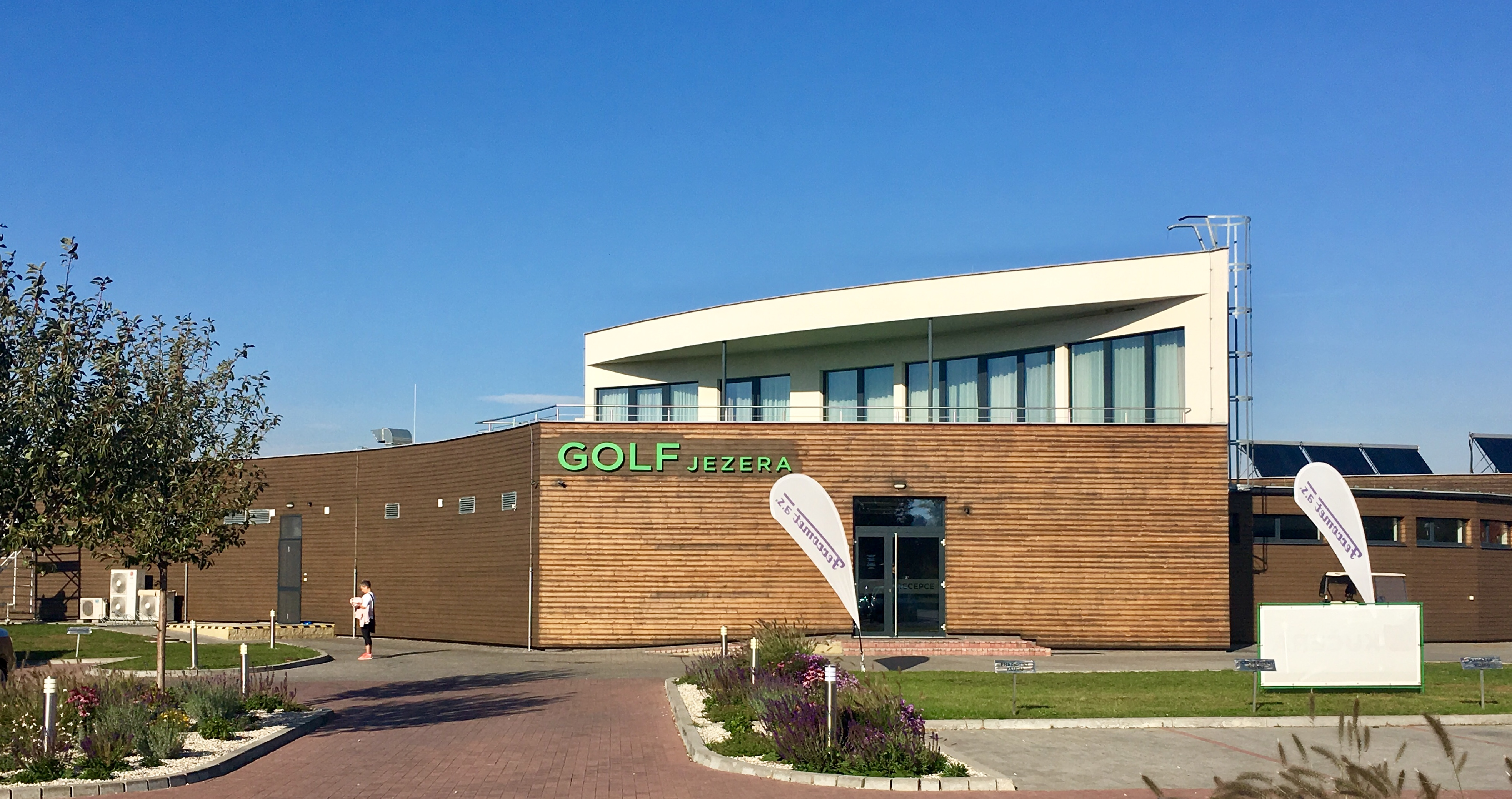
Golf resort Jezera
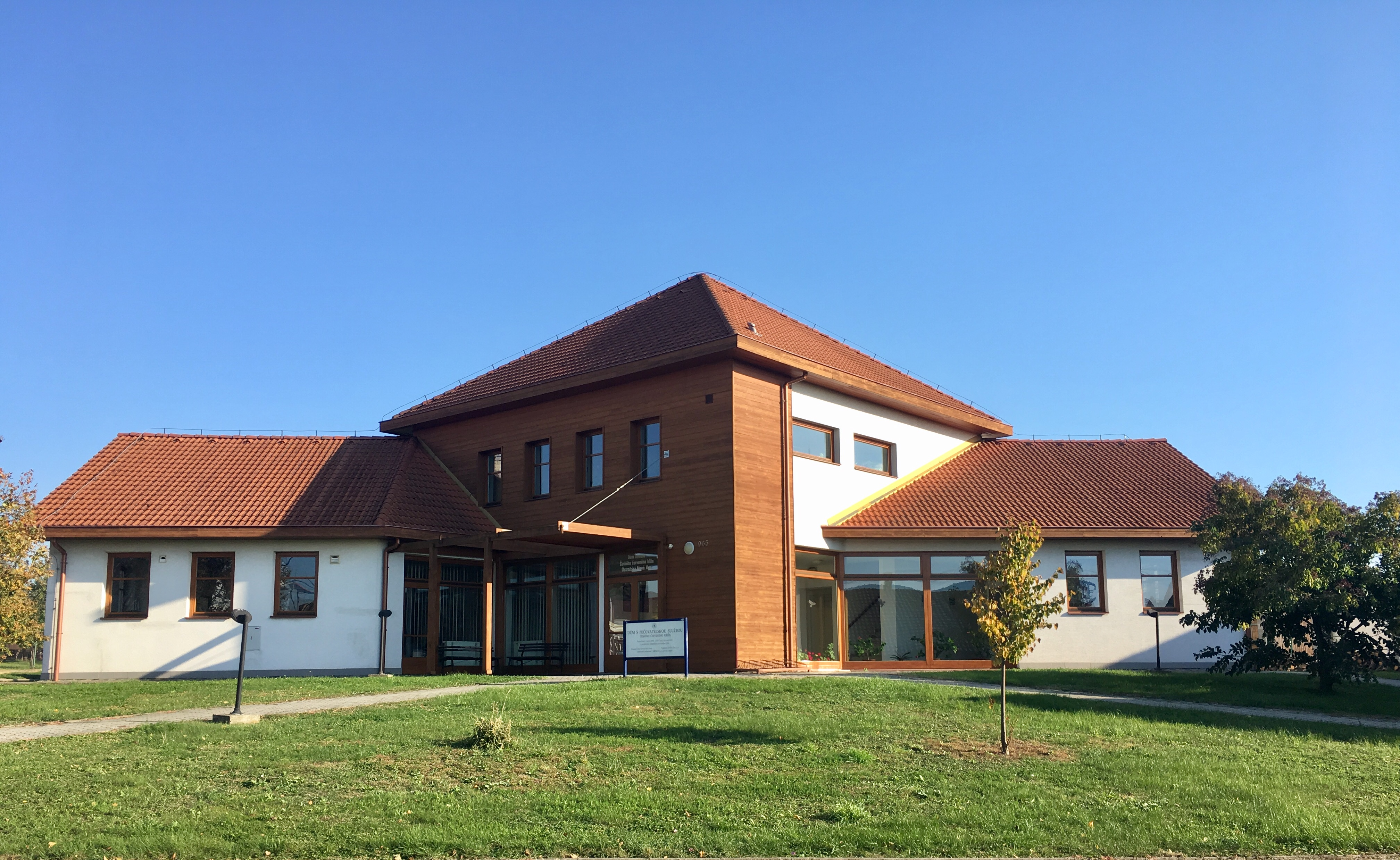
Dům s pečovatelskou službou
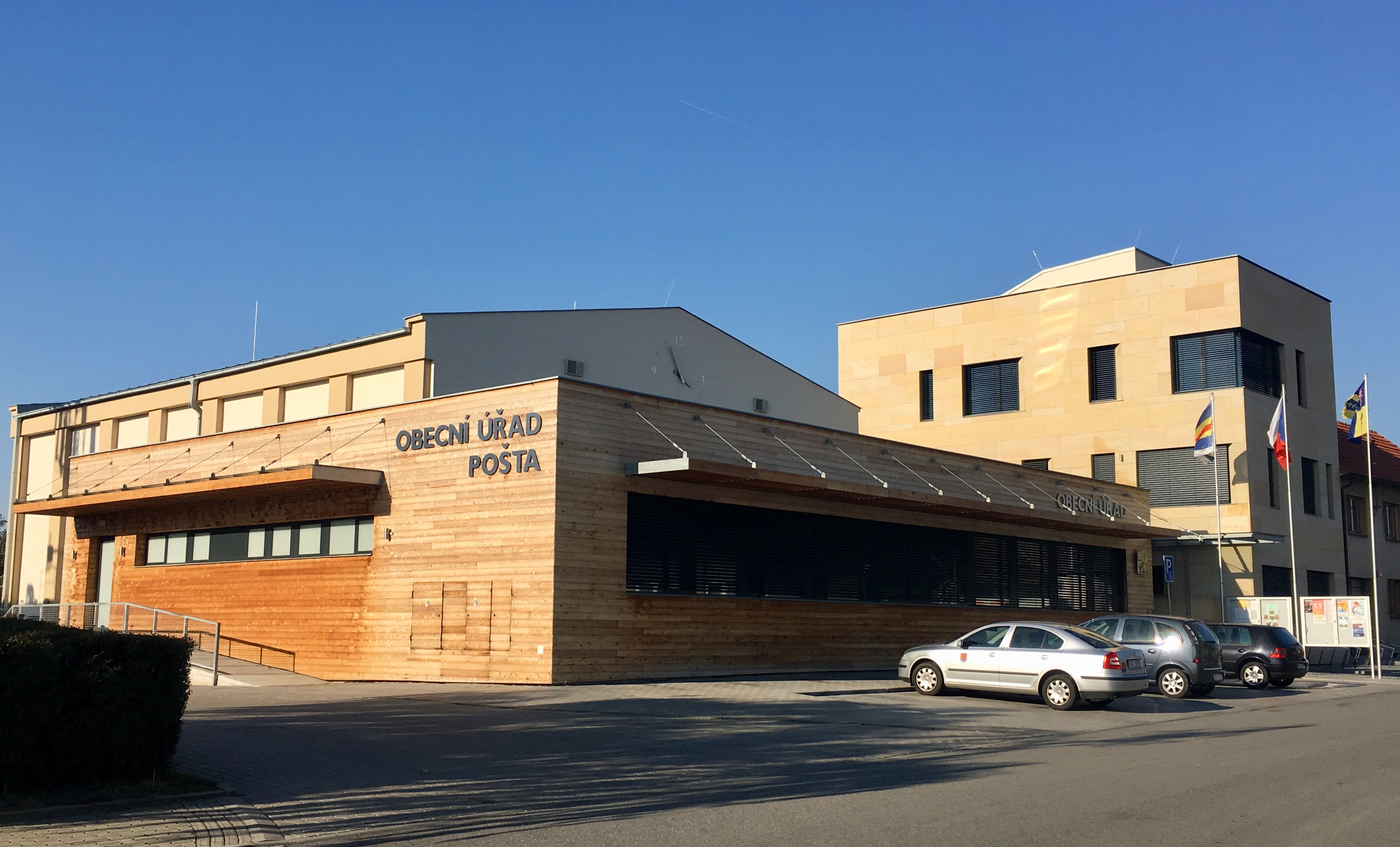
Obecní úřad a pošta
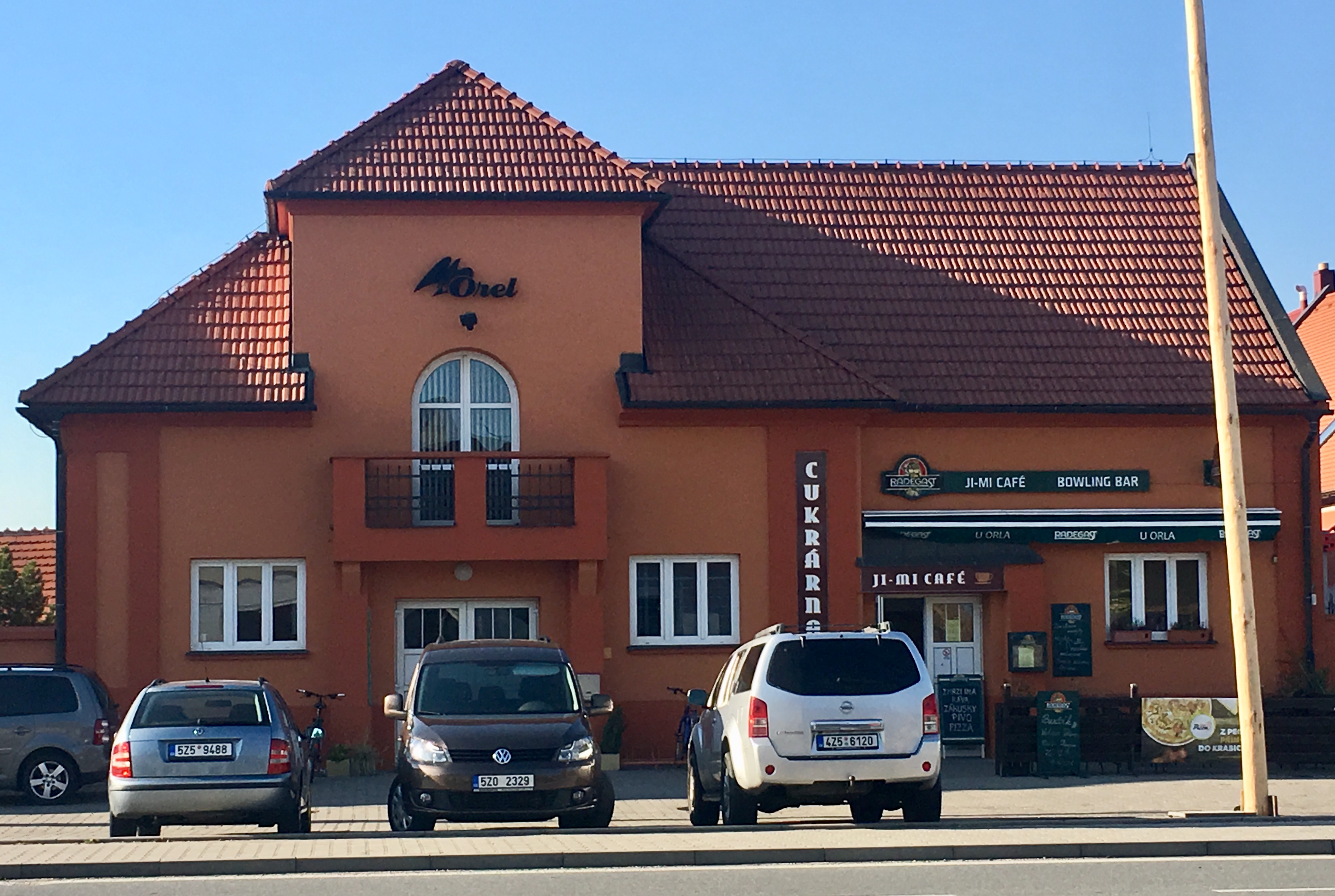
Orlovna
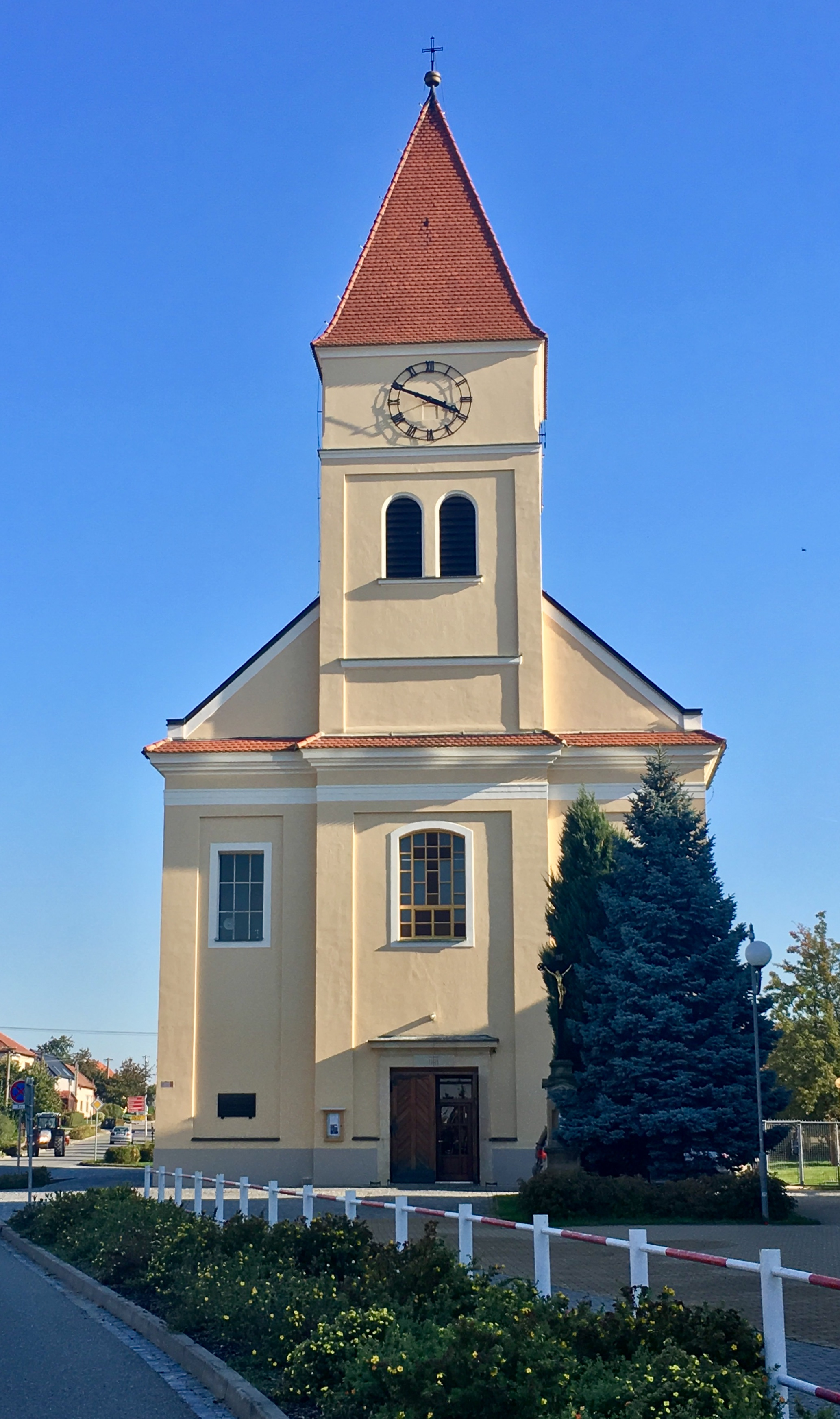
Kostel sv. Václava
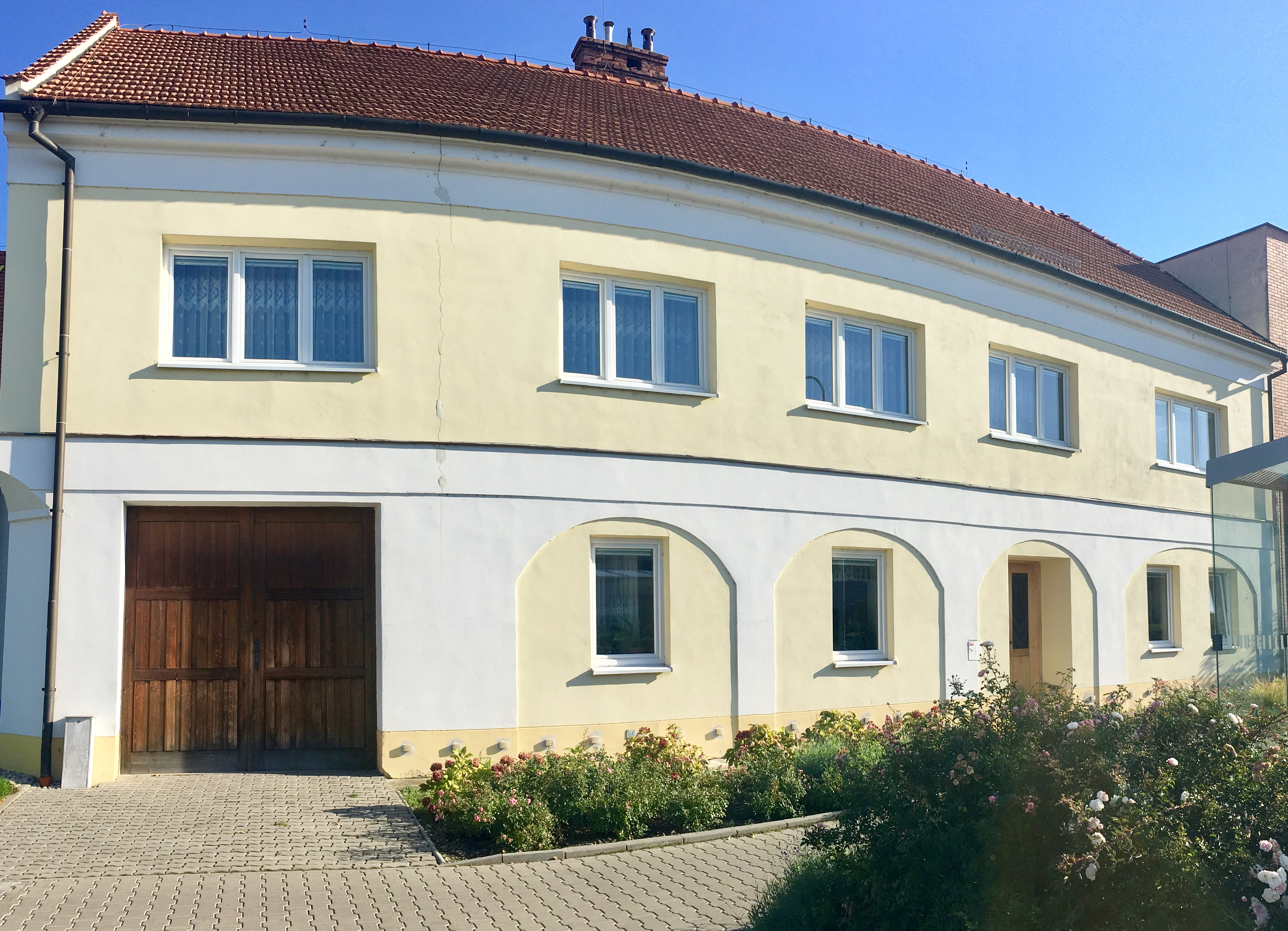
Místní fara
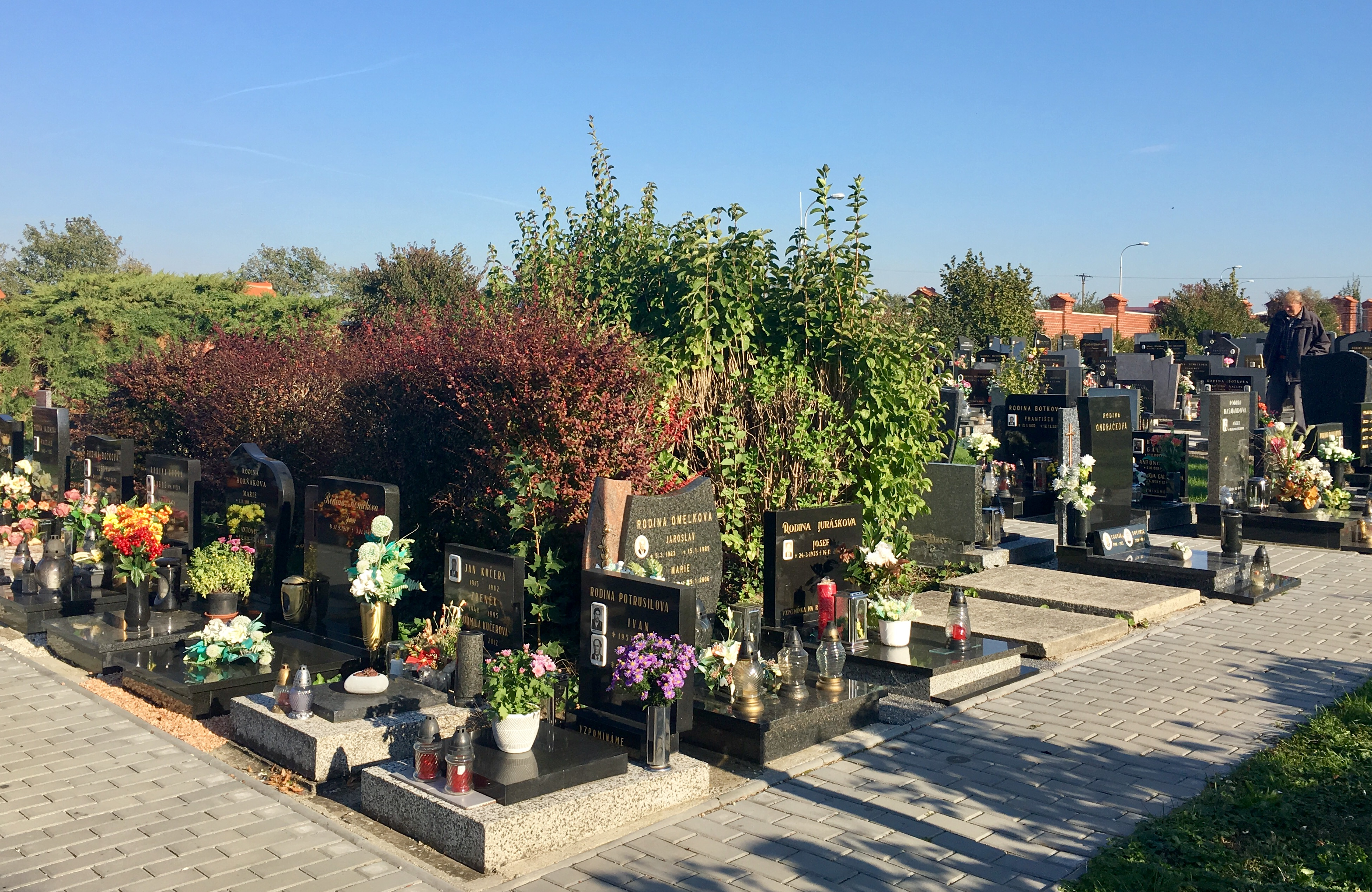
Místní hřbitov
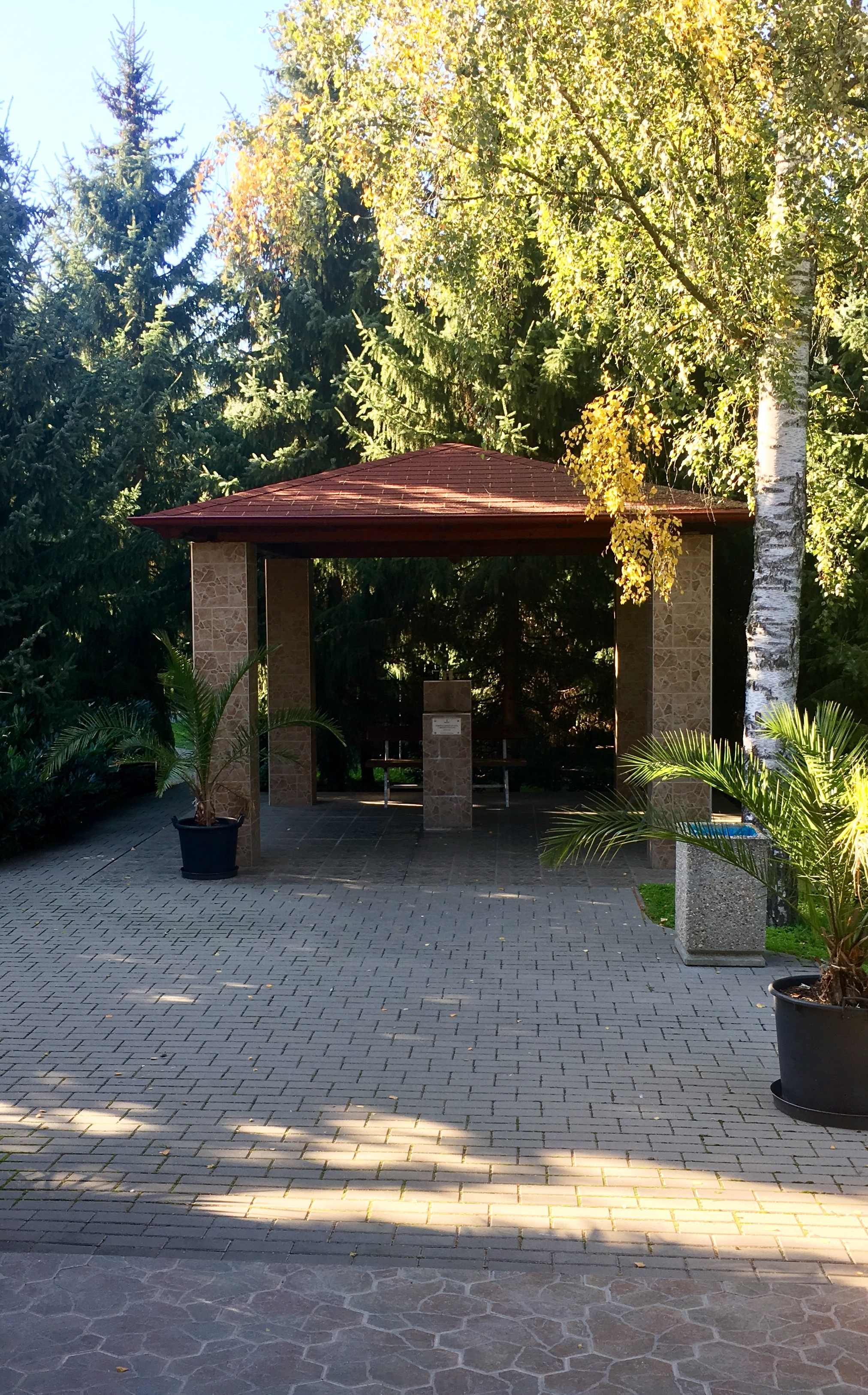
Lázeňská kolonáda
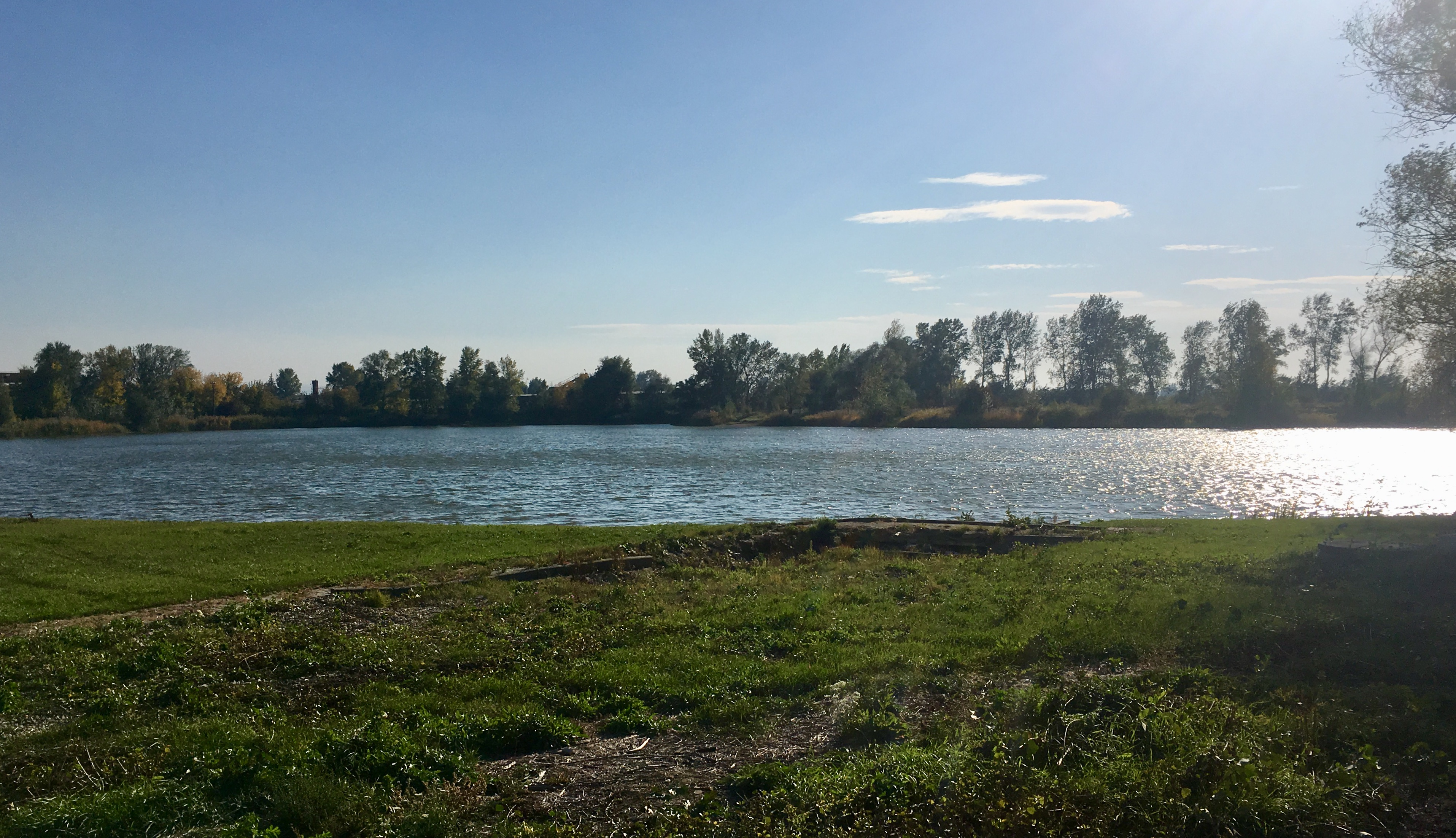
Přírodní koupaliště Albatros
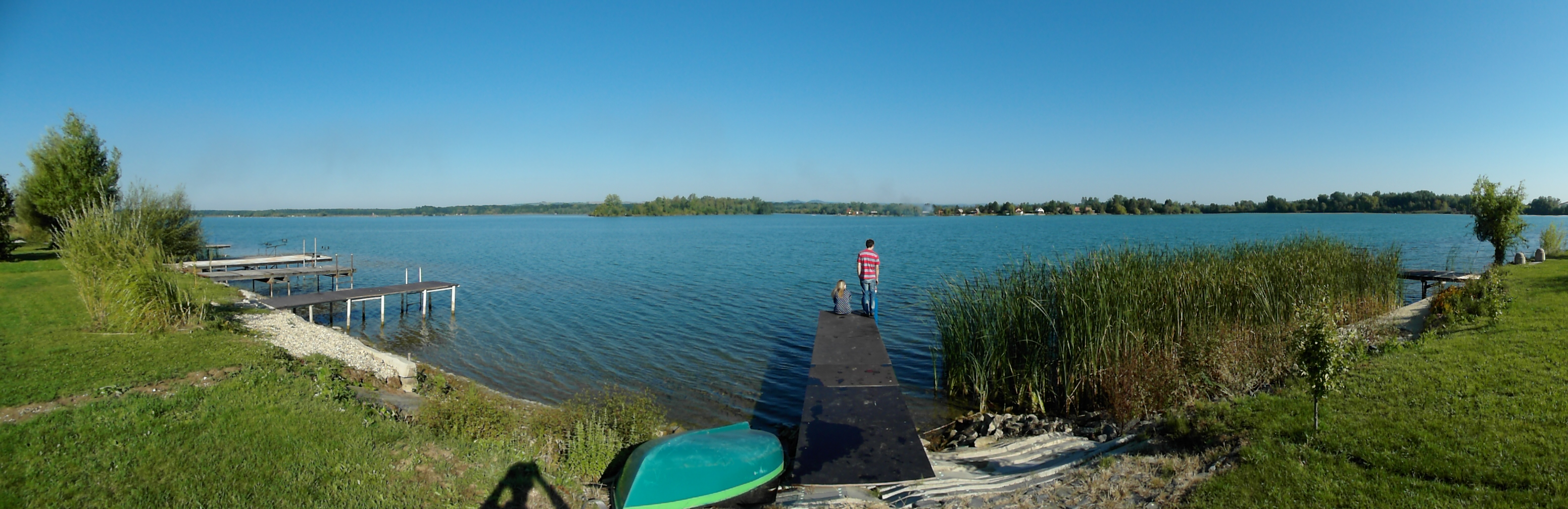
Štěrková jezera
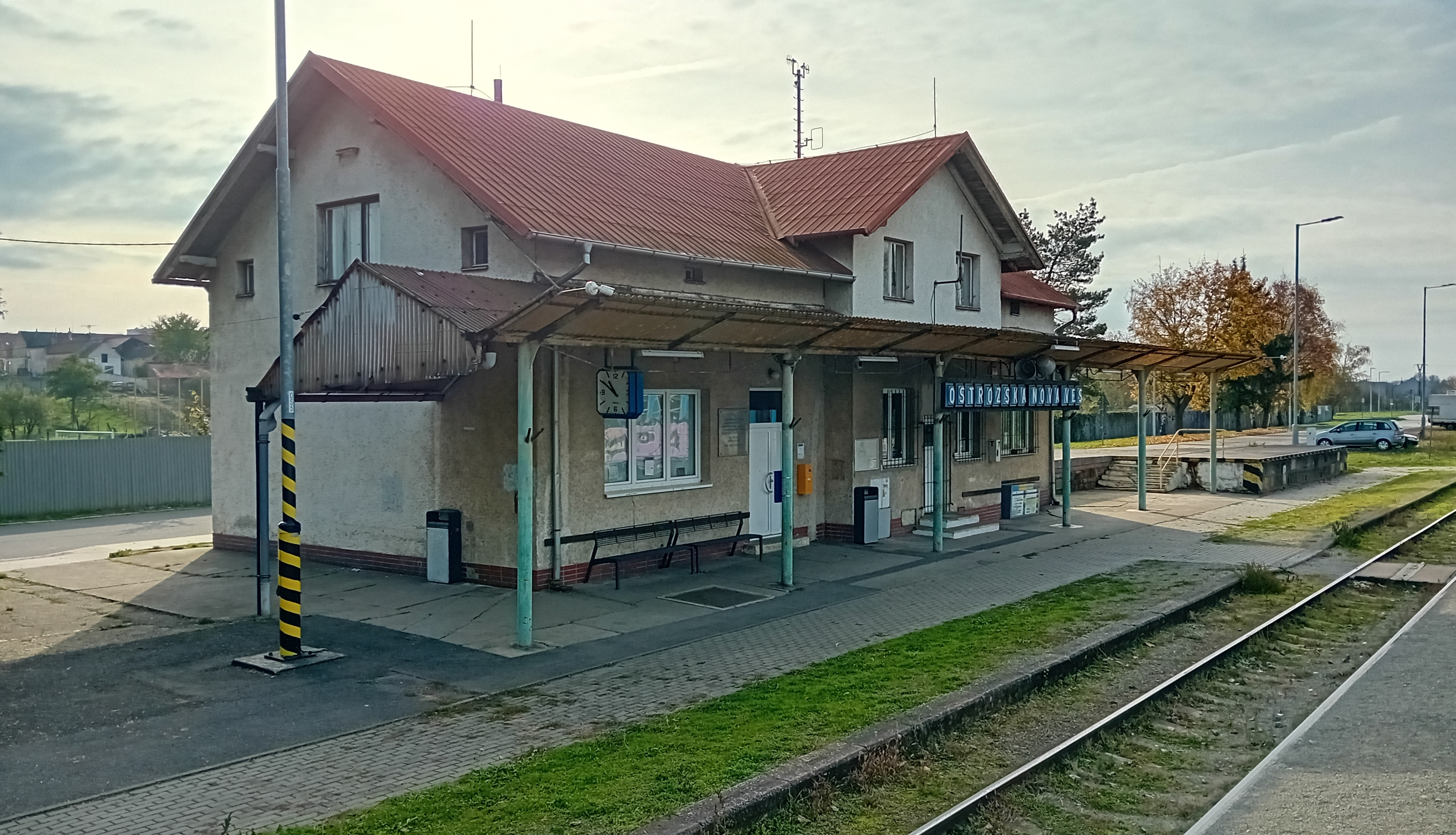
Železniční stanice
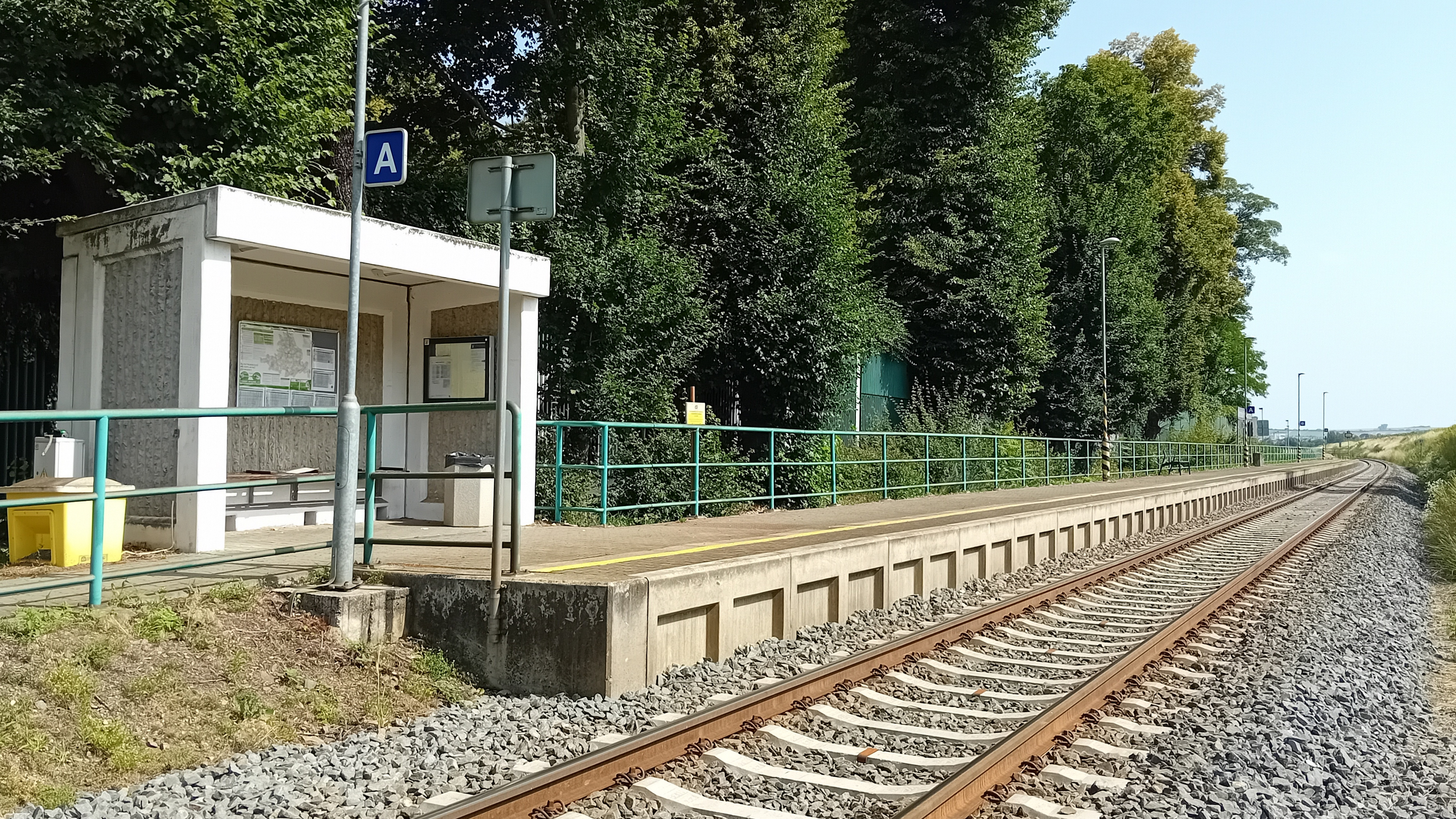
železniční zastávka Ostrožská Nová Ves lázně
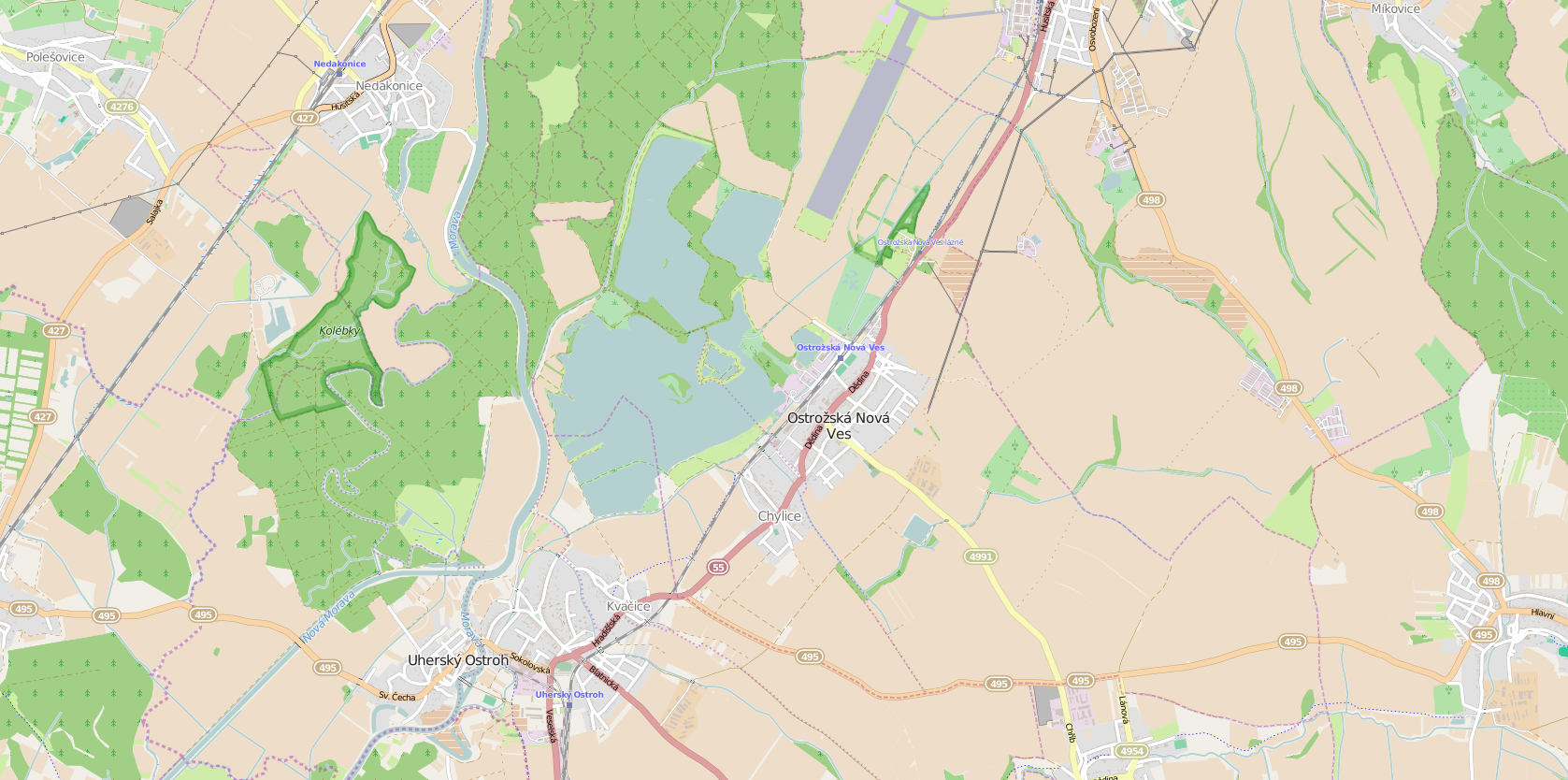
Ostrožská Nová Ves
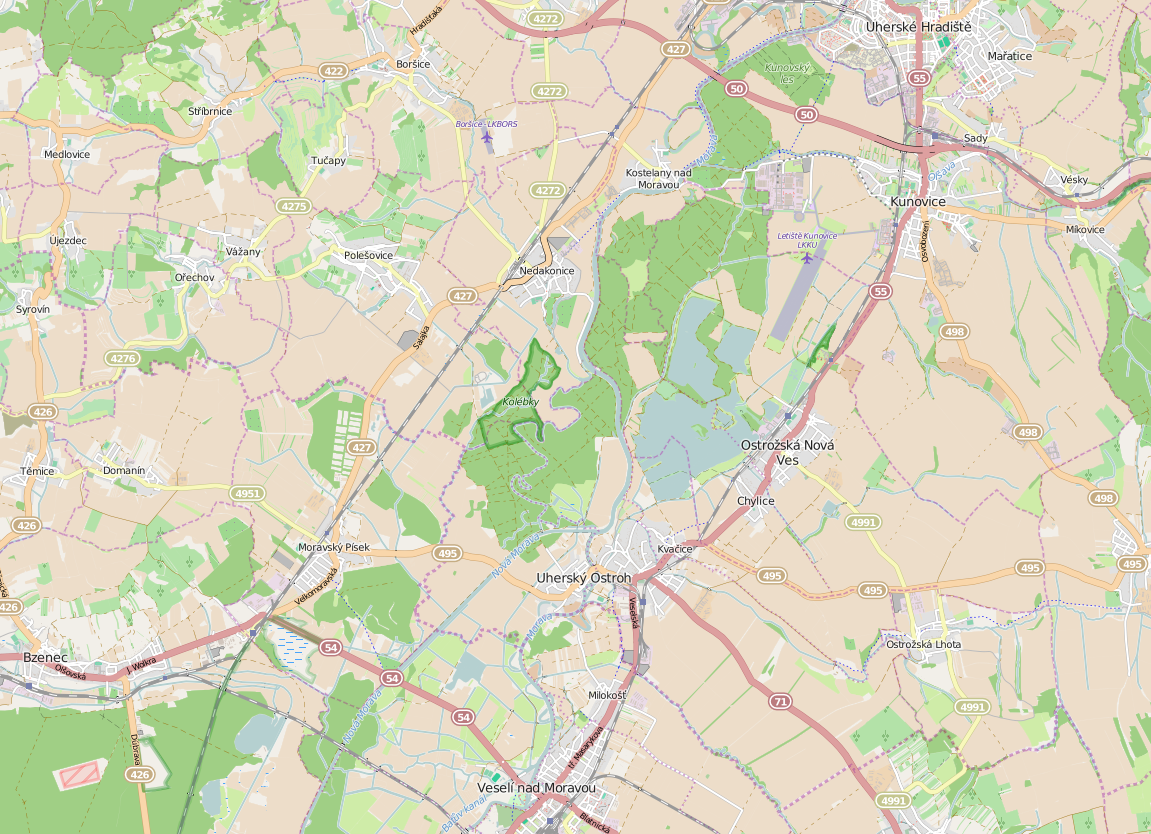
Okolí Ostrožské Nové Vsi